# 吉林省
吉林省，简称吉，是中华人民共和国东北地区的省份，省会长春。省人民政府駐长春市宽城区新发路329号。东南邻朝鲜、俄罗斯滨海边疆区，北、西、南与黑龙江、内蒙古、辽宁接壤。
古为濊貊、扶余、肃慎地，唐朝屬渤海國地，遼代屬兩道，金朝分兩路，元代屬遼陽行中書省，明朝置建州爲女真地，以境內吉林城而得名。清朝於1673年在今吉林市建城，名“吉林烏拉”（满语为ᡤᡳᡵᡳᠨ
ᡠᠯᠠ，意爲“沿着松花江”），為吉林將軍駐地。光緒年間將駐地建為吉林省。面积19.1万平方公里。

## 历史

### 早期
商、周时为肃慎、貊、东胡等族地。古扶余国地。

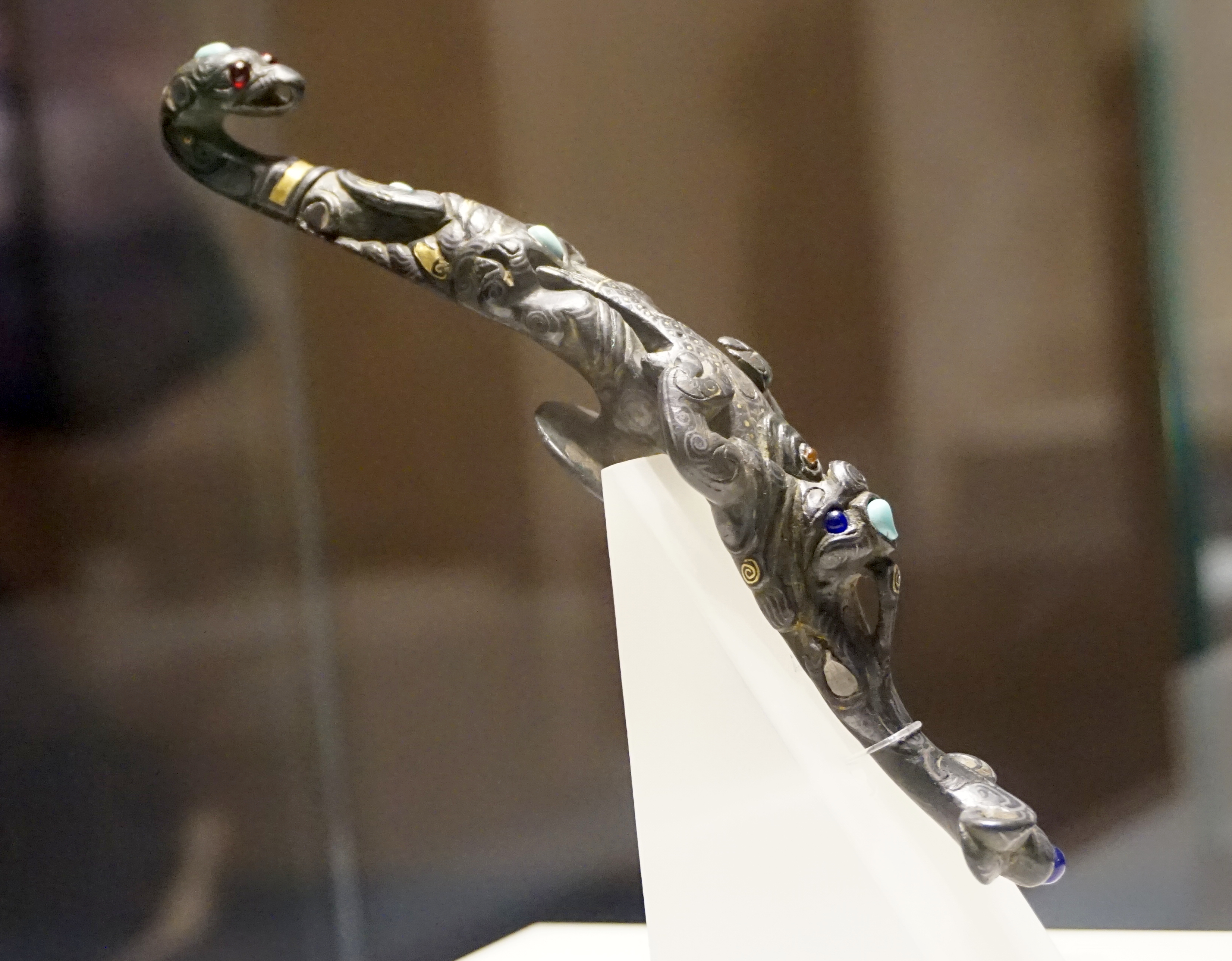
榆树市刘家镇出土的错金银“丙午神钩”铜带钩，吉林省博物院藏，可能是东汉给夫余的赠礼

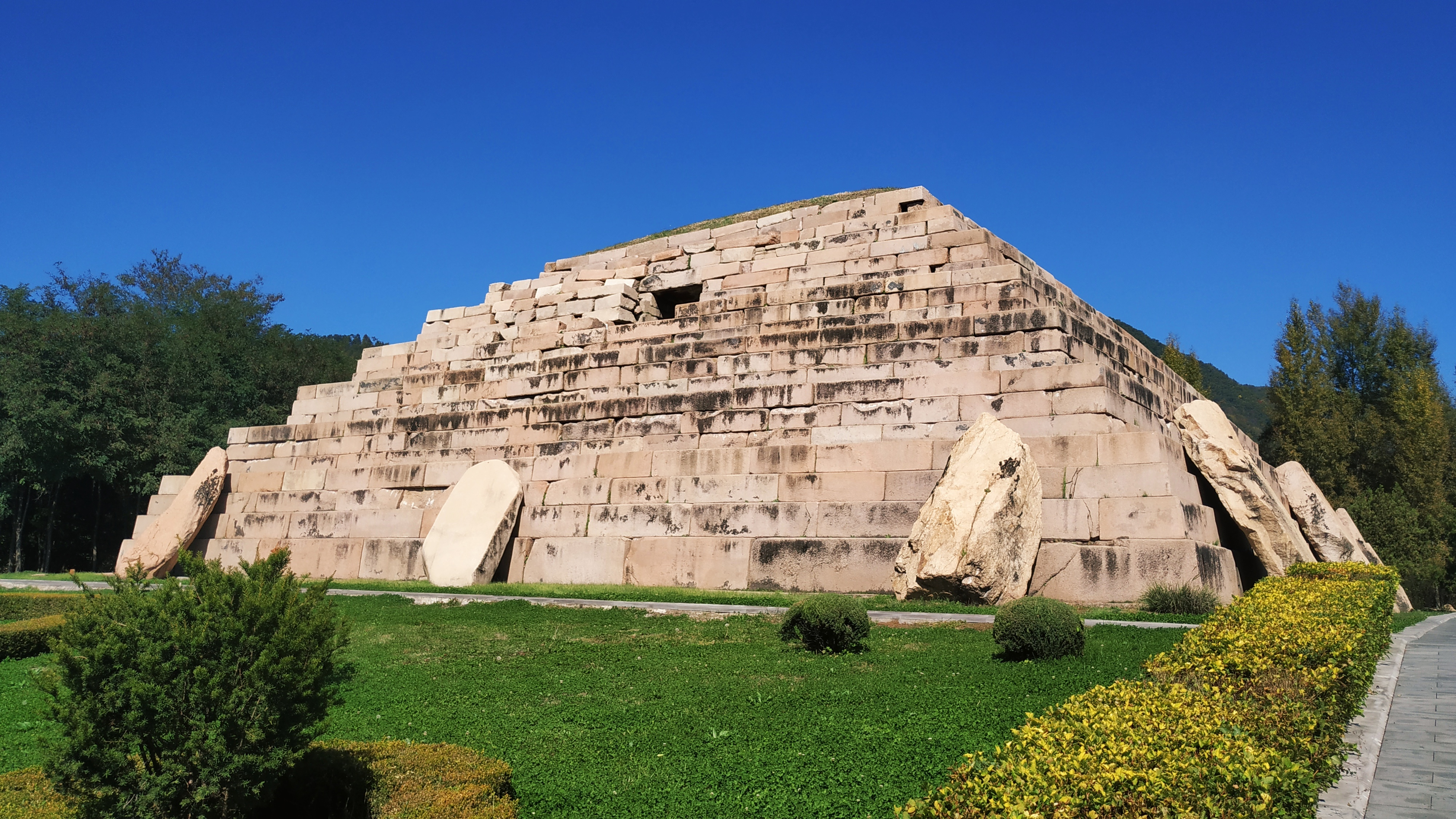
位于集安市的高句丽将军坟

1119年2月，前郭卡拉木地震，此次地震发生于孤店断裂上，原载于《大金国志》。本次地震造成始兴（肇源县）和利涉（农安县）数千人遇难。截至21世纪，这次地震仍然是松辽盆地乃至吉林省发生的规模最大一次地震，同时被认为是1975年海城地震之前发生在中国东北地区最大的浅源破坏性地震。

### 清代
清朝前期，吉林將軍轄地一直延伸至海岸线，比邻日本海，包括今天本省东部、黑龙江东部、俄羅斯滨海边疆区和哈巴罗夫斯克边疆区南部，在清朝省区面积中佔列第六、七位。素以造船业为主，“吉林乌拉”（穆麟德轉寫：Girin ula）在满语中意为“沿着松花江”。在《北京条约》中吉林所有沿海地区被割让，至清末吉林仅剩下内陆。

### 满洲国时期

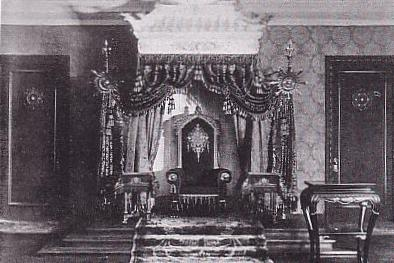
满洲国将長春市作為首都，稱新京，圖為皇宮中的皇帝宝座

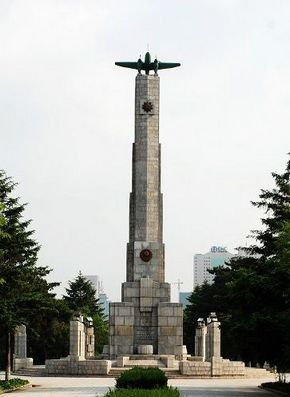
1945年8月，苏联出兵中国东北，击溃日军，满洲国倒台。图为长春市境内的苏军烈士纪念塔

1931年，九一八事变发生，日本取得中国东北地区的控制权。1932年3月，在日本胁迫下，满洲国建立。以溥仪为执政，年号“大同”。将长春改为新京，定为首都。1934年，溥仪称帝，改国号为“满洲帝国”，年号“康德”。同年，原吉林省区域被分割、拆分为吉林、间岛、滨江、三江四个省，此后亦有更动。1945年8月15日，日本宣布无条件投降，8月18日，溥仪在通化宣布退位。

### 中华民国时期
中華民國时期，吉林市仍为吉林省政府驻地，在民国二年（1913年）和民国十八年（1929年），这里分别更名为吉林县和永吉县。民国二十年（1931年）9月21日，日军占领吉林，次年3月1日，成立吉林省公署。民国三十四年（1945年）8月，日本战败投降，国民政府成立吉林地方治安维持会。10月，在中共吉林市委成立吉林市政府。11月，成立吉林省政府，省会设在吉林市。民国三十五年（1946年）5月，共军从吉林市撤出，国民政府成立吉林省政府和吉林市政府。民国三十七年（1948年）3月9日，中共占领吉林市。3月10日，吉林省政府从延吉市迁至吉林市，3月23日，成立吉林市人民政府。
1945年時，國民政府曾划分中国东北地区为九個省份，當時的吉林省的轄區有：（轄2市18縣1旗，而境內哈爾濱市係直轄市，直隸行政院。）
- 省轄市：長春市、吉林市
- 縣：永吉、伊通、農安、舒蘭、樺甸、磐石、雙陽、德惠、扶餘、雙城、五常、榆樹、敦化、蛟河、乾安、九臺、懷德
- 盟旗：郭爾羅斯旗

#### 中国共产党领导下的行政系统
1945年11月10日，苏联支持的中共中央东北局决定成立中共吉林省工作委员会，正副书记张启龙、伍晋南，辖3市23县。1945年12月27日至30日，在永吉县岔路河镇召开吉林省“人民代表会议”，选举吉林省政府主席周保中，副主席周鲸文（未到职）及政府行政委员会委员。设立吉林军区，司令员周保中，第一副万毅，第二副贺庆积。吉林省辖长春、吉林2市和长春、榆树、德惠、九台、通阳（即伊通县与双阳县）、永吉、蛟河、舒兰、磐石、桦甸、敦化、延吉、和龙、汪清、珲春、安图等16县，人口650余万人。大略相当于现今的长春市、吉林市与延边州。下设永吉地委、延边地委。永吉地委辖六县一市：即永吉、舒兰、桦甸、蛟河、磐石、敦化等六县及吉林市，袁任远、杨尚奎任地委正副书记。
1945年末，国军占据山海关、锦州后，沿北宁路继续向沈阳、辽南前进。1946年1月12日，撤出沈阳的中共中央东北局由林枫主持召开了东满地区党政军主要负责人参加的海龙会议，作出《关于遼北省与吉林省合并的决定》，将吉林省与辽北省在中长路以东的市县、安东省通化专区合并，吉辽省比吉林省辖区减少了长春市，增加了15个县。人口达到1100余万人。中共吉林省工委改称中共吉辽省委，书记林枫，副书记张启龙；政权机构仍称吉林省政府；设吉辽（东满）军区，司令员周保中。下设：
- 吉林分省委，由永吉地委改称。驻永吉，书记袁任远。设吉林军区，司令员曹里怀。
  - 吉北：1946年2月至1946年5月设立吉北地委、吉北专署、吉北军分区，书记李梦龄、专员武少文、司令员张广才，辖舒兰、榆树、九台、德惠四县。苏军撤军后，吉北建制撤销，各县改为省直辖。1946年7月18日吉北地委、吉北专署、吉北军分区在舒兰重新成立。地委书记李梦龄、伍晋南；专员武少文；军分区司令员曹里怀、1947年2月后雷震。辖榆树、舒兰、永（吉）北、榆（树）南（原称松花江办事处）、山河等5个县。1947年2月12日，吉北军分区改编为东北民主联军独立3师。1947年11月增辖九台、德惠等2县。1948年6月29日吉北党政军建制撤销。各县由省直辖。
  - 吉南：1946年6月中旬从五常县南下开辟吉南。6月下旬，吉南地委、吉南专署、吉南军分区在桦甸横道子成立。辖永（吉）南、桦甸、磐石、双阳、伊通五县。地委、专署机关驻桦甸县夹皮沟镇，吉南军分区驻老牛沟。书记杨尚奎、1947年9月后张策；专员沈越；司令员王效明，辖第24旅及各县大队。1948年6月29日吉南党政军建制撤销。各县由省直辖。
- 吉东分省委，驻延吉。政权机构为延边专署。设吉东军区。敦化县、蛟河县由永吉地委划归吉东分省委。
  - 延边：1945年11月20日在龙井组建，辖延吉、和龙、汪清、珲春、安图等县。1946年8月7日，专署机构并入吉林省政府。1947年2月15日在龙井重设专署，辖延吉、和龙、汪清、珲春、额穆、安图等6个县。1946年1月23日改为吉东分省，驻延吉街，增辖敦化、蛟河2个县。1946年7月11日，撤销4个分省，吉东分省改为吉东专区，驻延吉，辖8个县，为"东满战略区"的大后方。1947年2月15日，吉东专区东部的4个县划出，成立延边专区，驻延吉，辖延吉、珲春、和龙、汪清4个县。1947年9月25日，延边专署与吉敦专署合并成立吉东专署，驻敦化，领导8个县。1948年3月27日，吉东专署改为延边专署，驻地由龙井迁至延吉，辖7个县（额穆县撤并入敦化县）。1948年6月22日，延边专区所辖敦化、蛟河两县划归吉林省直辖。
  - 吉敦：1947年2月15日，吉东专署东部的4县划出成立延边专署，吉东专署继续管辖敦化、蛟河、安图、额穆等4县。1947年4月1日改称吉敦专署。1947年9月25日，吉敦专署与延边专署合并为吉东专署。
- 通化分省委，驻通化。书记吴溉之。政权机构为通化专署。设通化军区，由东北民主联军后方后勤司令部兼，司令员何长工。1946年2月10日，中共中央东北局“为了统一通化大后方建设，统一通化党政军民之领导，统一驻通化主力地方武装之指挥和领导”将中共通化分省委升格为由东北局直属的通化省委，辖区7县不变。
- 辽北分省委，驻东丰。政权机构为辽北省政府。设辽北军区。

1946年7月11日，鉴于国军重占了长春市、吉林市，分割了东满与南满的交通联系，中共中央东北局决定撤销中共吉辽省委，组建中共吉林省委，政权机构仍称吉林省政府。辖榆树、蛟河、舒兰、敦化、额穆、延吉、汪清、和龙、珲春、安图10个完整县，以及永吉、桦甸、磐石、九台、伊通、双阳等县部分地方。共产党占领区人口210余万人。
1949年4月21日，中共中央东北局和东北行政委员会决定，重划东北行政区为6个省和4个直辖市。吉林省政府改称吉林省人民政府，直辖长春、吉林2市及长春、榆树、农安、德惠、九台、双阳、怀德、伊通、永吉、舒兰、磐石、蛟河、桦甸、敦化、延吉、汪清、和龙、珲春、安图、扶余、乾安、长岭、郭前旗等23个县（旗）和丰满特别区。

### 中华人民共和国时期

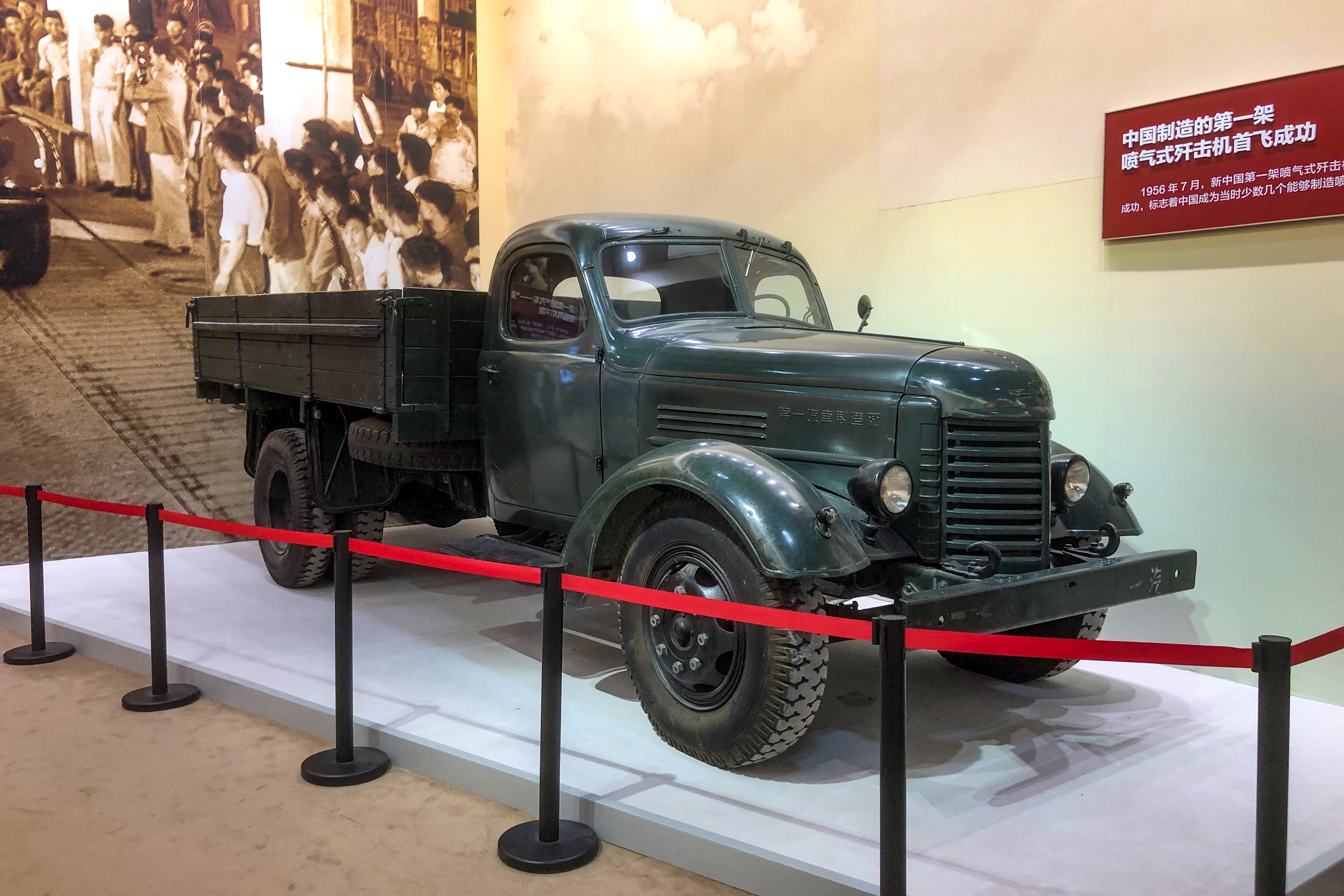
1956年长春市第一汽车制造厂制造的中国第一批国产汽车解放牌卡车

1949年10月1日，中华人民共和国成立后，吉林省人民政府继续驻吉林市，並將原九省調整為：黑龍江、吉林、松江、遼东、遼西五省。1954年9月27日，改回三省：吉林、遼寧、黑龍江，长春由中央直辖市改为吉林省省辖市，吉林省人民政府由吉林市迁往长春市。自此，长春市成为吉林省政治、经济、文化中心。
這時開始的吉林省大致是由國民政府時期的「吉林省」和「松江省」所組合而成。全省面积101,768平方公里，當時人口717万余人。

## 地理

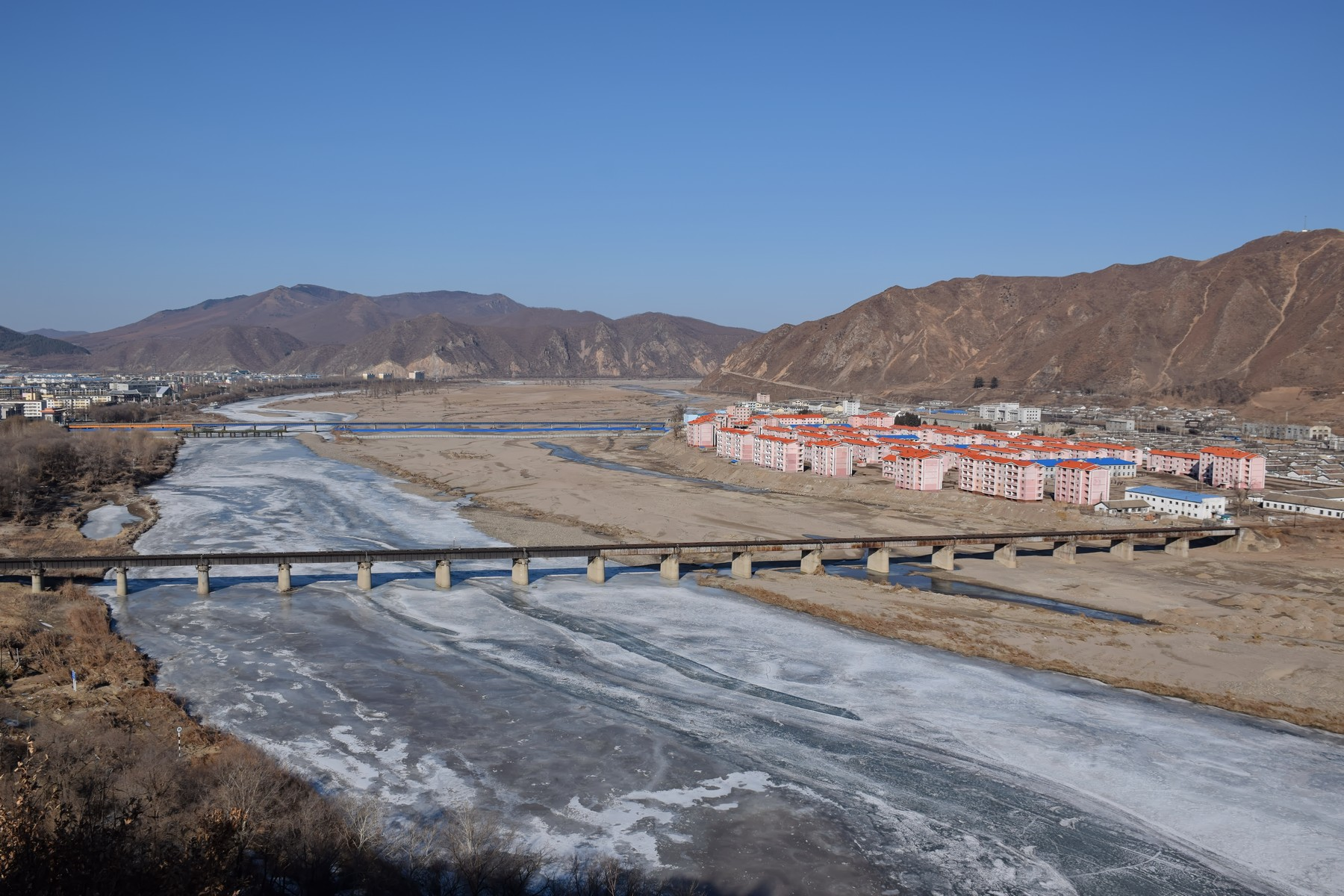
吉林省與朝鲜的國境，圖左為吉林省圖們市，圖右為朝鲜南陽勞動者區

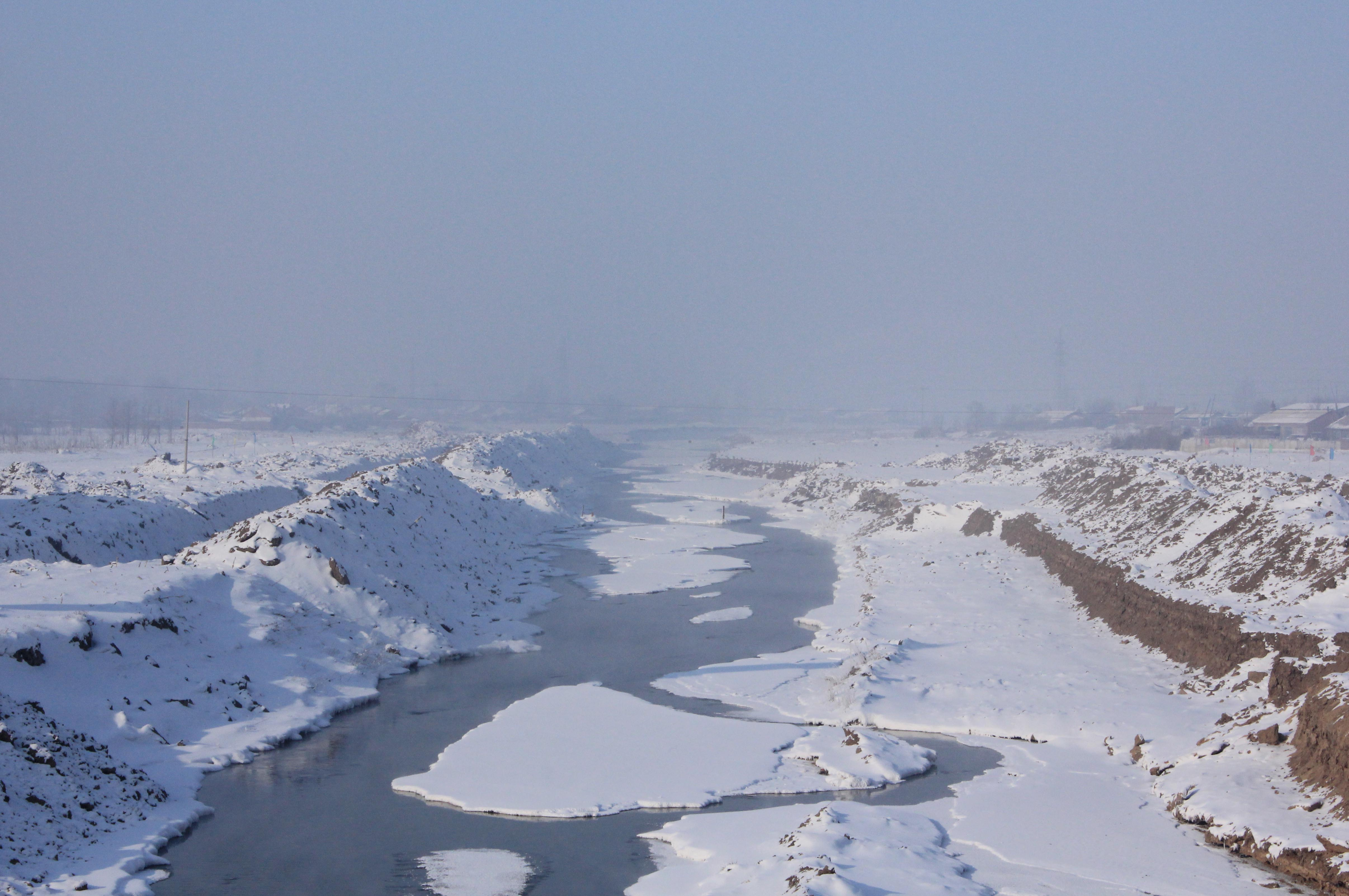
伊通河

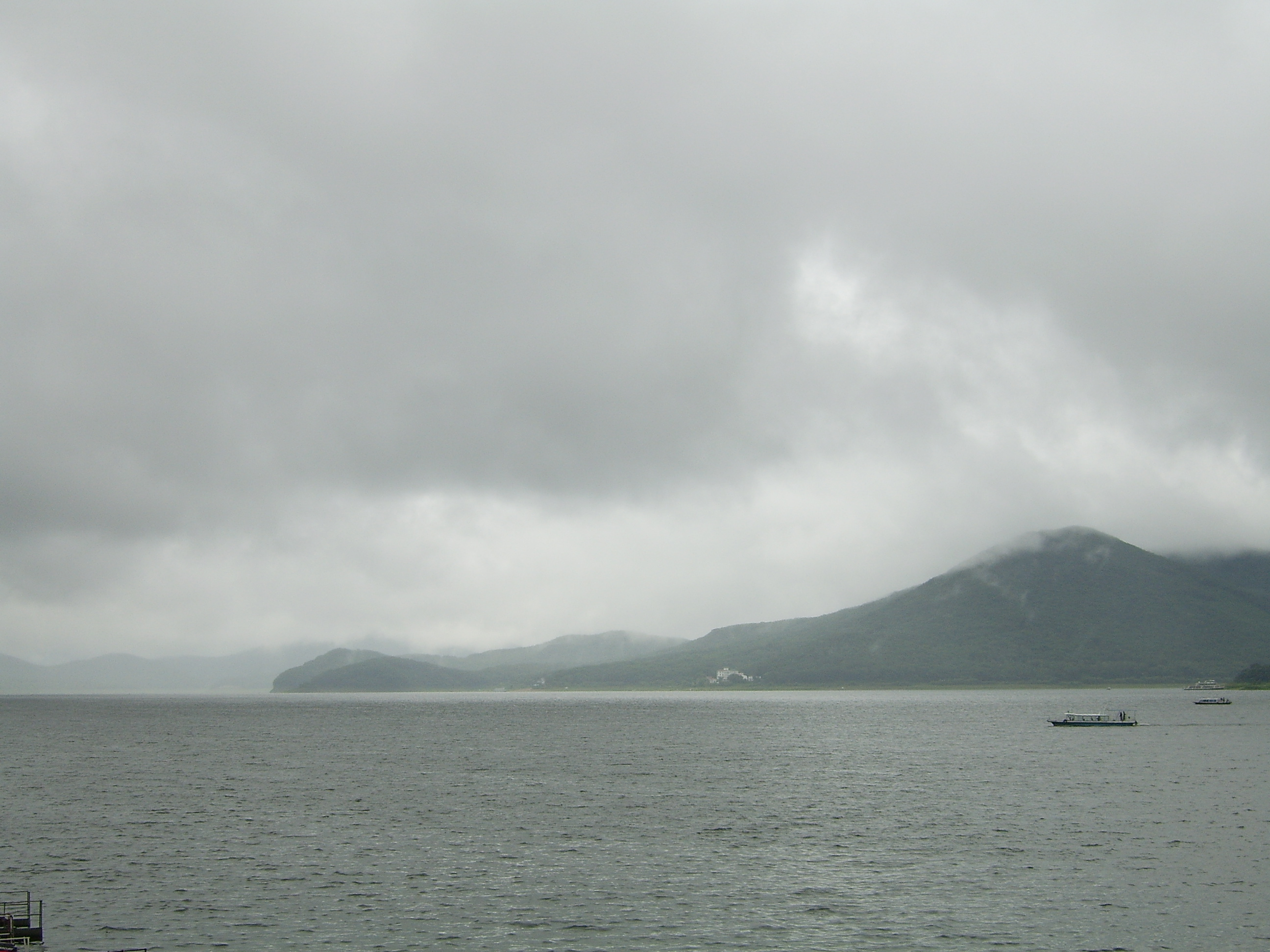
松花湖

- 接邻省区：黑龙江、辽宁、内蒙古
- 接邻国家：朝鲜、俄罗斯

### 地形
总体趋势为东南高、西北低。以北东－南西向纵贯全省的大黑山山脉为界，分为东部长白山地和西部松辽平原两大区域，面积分别占全省的60％和40％。省内最高点为长白山白云峰，海拔2691m，也是东北地区最高峰。低平原区海拔多在120m以上。省内最低点位于珲春市敬信镇防川村图们江下游中、朝、俄三国交界处，海拔仅为5.0m。

### 地貌
东部山地分为长白山中山低山区和低山丘陵区；中西部平原分为中部台地平原区和西部草甸、湖泊、湿地、沙地区。
主要山脉有大黑山、张广才岭、吉林哈达岭、老岭、牡丹岭等。主要平原以松辽分水岭为界，以北为松嫩平原，以南为辽河平原。
第四纪冰川在长白山的冰川剥蚀遗迹可见。现代流水侵蚀作用对地貌的影响很广泛，山地、丘陵、台地、平原、盆地、谷地多受侵蚀、剥蚀、堆积、冲积等综合作用，形成了各种流水地貌，如河漫滩、冲积洪积平原、冲沟等。火山地貌占吉林省总面积的8.6%，流水地貌占83.5%，湖成地貌占2.6%，风沙地貌约占5.2%。
地貌单元可分为：
1. 东部长白山地：包括长白、抚松、安图、敦化、靖宇、辉南等县（市）境内的侵蚀火山地貌；位于通化和白山地区南部、延边地区东部和吉林地区的侵蚀构造地貌；位于辽源地区和四平、长春东南部的构造剥蚀地貌。面积114384.4km2，海拔高程一般500—900m。其中分布许多山间盆地，如珲春盆地、延吉盆地、松江盆地等，海拔高程一般在200—500m。
2. 大兴安岭东坡丘陵：位于洮南西北部的大兴安岭东坡地带，分布面积为1963.13 km2，山顶海拔高程300——500m。丘顶浑圆，沟谷宽而浅。
3. 中部高平原区：主要分布在四平、长春地区，由台地和河谷两类地貌单元组成。台地主要在杨大城子——伏龙泉——王府一带呈南北方向、榆树——三岔河呈北西方向和公主岭、农安等县（市）分布。河谷平原主要顺松花江、拉林河、饮马河、伊通河、东辽河及其支流呈带状分布。面积为28626.53km2。海拔高程一般150—290m。
4. 西部低平原区：分布在松原、白城地区及双辽境内。主要分为松辽河间过渡带风砂覆盖的平原、辽河风砂覆盖的倾斜平原、松嫩盐渍化发育的低平原和松嫩湖沼漫布的低平原。面积为39289.29 km2。海拔高程一般120—200m。
5. 大兴安岭山前倾斜平原区：分布于白城西部大兴安岭山前地带，地形由西向东倾斜降低，由砂砾类土台地和冲积扇组成，面积3108.27 km2。台地海拔高程160—240m，冲积扇海拔高程140—200m。

### 四至
| 方位 | 地点                         | 坐标                                            |
| ---- | ---------------------------- | ----------------------------------------------- |
| 北   | 白城市镇赉县嘎什根乡         | 46°18′11″N 123°53′19″E / 46.30300°N 123.88870°E |
| 东   | 延边朝鲜族自治州珲春市春化镇 | 43°23′43″N 131°18′41″E / 43.39540°N 131.31130°E |
| 南   | 通化市集安市大路镇           | 40°51′56″N 125°42′12″E / 40.86560°N 125.70330°E |
| 西   | 白城市洮南市万宝镇           | 45°45′09″N 121°38′09″E / 45.75250°N 121.63570°E |

## 行政区划
吉林省现辖8个地级市、1个自治州，下设21个市辖区、20个县级市、16个县、3个自治县；961个乡级行政单位，包括426镇，153乡，28民族乡，354街道。
- 地级市：长春市（行政级別为副省级）、吉林市、四平市、辽源市、通化市、白山市、松原市、白城市
- 自治州：延边朝鲜族自治州，系中华人民共和国唯一一个朝鲜族自治的地级行政单位。

同时，中华人民共和国的唯一一个朝鲜族自治的县级行政单位也位于吉林省，系白山市下辖的长白朝鲜族自治县。延边朝鲜族自治州与长白朝鲜族自治县系全中国唯二的朝鲜族自治地方。
除以上地级市、自治州外，吉林省还下辖1个地级行政管理区：长白山保护开发区。
| 吉林省行政区划图                                                         | 吉林省行政区划图 | 吉林省行政区划图             | 吉林省行政区划图  | 吉林省行政区划图        | 吉林省行政区划图 | 吉林省行政区划图 | 吉林省行政区划图 | 吉林省行政区划图 | 吉林省行政区划图 |
| ------------------------------------------------------------------------ | ---------------- | ---------------------------- | ----------------- | ----------------------- | ---------------- | ---------------- | ---------------- | ---------------- | ---------------- |
| 长春市 吉林市 四平市 辽源市 通化市 白山市 松原市 白城市 延边朝鲜族自治州 |                  |                              |                   |                         |                  |                  |                  |                  |                  |
| 区划代码                                                                 | 区划名称         | 汉语拼音                     | 面积 （平方公里） | 常住人口 （2020年普查） | 政府驻地         | 县级行政区划     | 县级行政区划     | 县级行政区划     | 县级行政区划     |
| 区划代码                                                                 | 区划名称         | 汉语拼音                     | 面积 （平方公里） | 常住人口 （2020年普查） | 政府驻地         | 市辖区           | 县级市           | 县               | 自治县           |
| 220000                                                                   | 吉林省           | Jílín Shěng                  | 191,202.36        | 24,073,453              | 长春市           | 21               | 20               | 16               | 3                |
| — 副省级市 —                                                             |                  |                              |                   |                         |                  |                  |                  |                  |                  |
| 220100                                                                   | 长春市           | Chángchūn Shì                | 24,734.13         | 9,066,906               | 南关区           | 7                | 3                | 1                |                  |
| — 地级市 —                                                               |                  |                              |                   |                         |                  |                  |                  |                  |                  |
| 220200                                                                   | 吉林市           | Jílín Shì                    | 27,711.41         | 3,623,713               | 船营区           | 4                | 4                | 1                |                  |
| 220300                                                                   | 四平市           | Sìpíng Shì                   | 10,241.73         | 1,814,733               | 铁西区           | 2                | 1                | 1                | 1                |
| 220400                                                                   | 辽源市           | Liáoyuán Shì                 | 5,140.45          | 996,903                 | 龙山区           | 2                |                  | 2                |                  |
| 220500                                                                   | 通化市           | Tōnghuà Shì                  | 15,611.54         | 1,812,114               | 东昌区           | 2                | 2                | 3                |                  |
| 220600                                                                   | 白山市           | Báishān Shì                  | 17,505.26         | 951,866                 | 浑江区           | 2                | 1                | 2                | 1                |
| 220700                                                                   | 松原市           | Sōngyuán Shì                 | 21,169.77         | 2,252,994               | 宁江区           | 1                | 1                | 2                | 1                |
| 220800                                                                   | 白城市           | Báichéng Shì                 | 25,758.73         | 1,551,378               | 洮北区           | 1                | 2                | 2                |                  |
| — 自治州 —                                                               |                  |                              |                   |                         |                  |                  |                  |                  |                  |
| 222400                                                                   | 延边朝鲜族自治州 | Yánbiān Cháoxiǎnzú Zìzhìzhōu | 43,329.34         | 1,941,700               | 延吉市           |                  | 6                | 2                |                  |

## 人口
2022年末，全省总人口为2347.69万人，其中城镇常住人口1496.18万人，占总人口比重（常住人口城镇化率）为63.73%，比上年末提高0.37个百分点。户籍人口城镇化率为49.08%。全年出生人口10.23万人，出生率为4.33‰；死亡人口19.84万人，死亡率为8.40‰；自然增长率为-4.07‰。人口性别比为99.83（以女性为100）。
根据2021年统计公报，吉林省有人口2375.37万人，无论是自然增长还是迁移率均为负数。

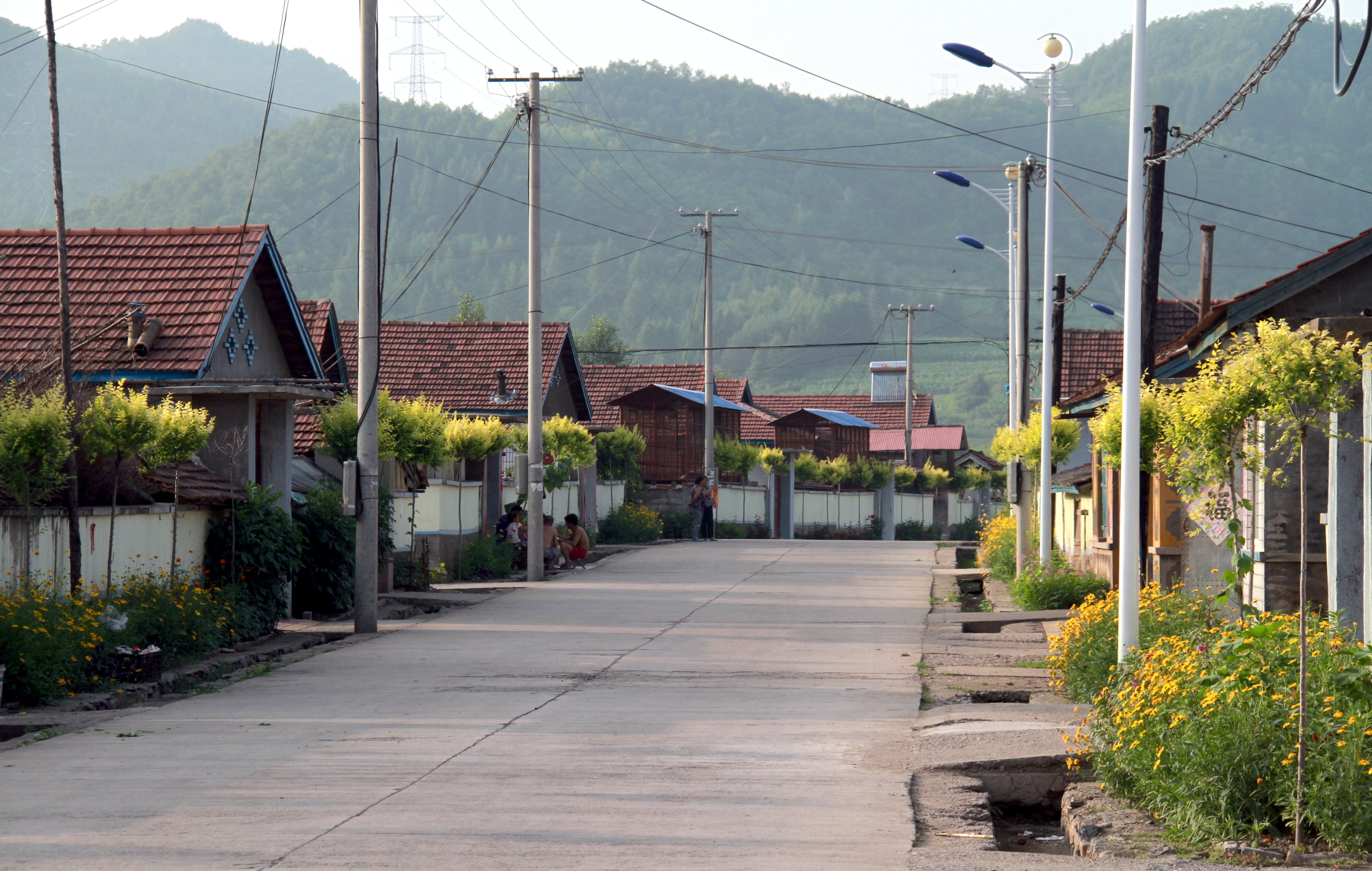
改建後的吉林農村

根据2020年第七次全国人口普查，全省常住人口为24,073,453人。同第六次全国人口普查的27,452,815人相比，十年共减少了3,379,362人，下降12.31%，年平均增长率为-1.31%。其中，男性人口为12,018,319人，占总人口的49.92%；女性人口为12,055,134人，占总人口的50.08%。总人口性别比（以女性为100）为99.69。0－14岁的人口为2,818,723人，占总人口的11.71%；15－59岁的人口为15,703,565人，占总人口的65.23%；60岁及以上的人口为5,551,165人，占总人口的23.06%，其中65岁及以上的人口为3,757,224人，占总人口的15.61%。居住在城镇的人口为15,079,014人，占总人口的62.64%；居住在乡村的人口为8,994,439人，占总人口的37.36%。
2020年吉林出生率0.484%，死亡率0.781%，自然增长率为-0.297%。
| 年份 | 年末总人口数（万人） |
| ---- | -------------------- |
| 1950 | 1029.5               |
| 1960 | 1397.1               |
| 1970 | 1860.4               |
| 1980 | 2210.7               |
| 1990 | 2440.2               |
| 2000 | 2627.3               |
| 2010 | 2746.2               |
| 2020 | 2407.3               |

### 极低生育率
由于中國政府對漢族的嚴苛的計劃生育政策以及佔主導的國有經濟，吉林省的生育率在計劃生育期間大幅下降。根据2010年人口普查，吉林省的总和生育率仅为0.76，为全国第三低的省，仅略高于辽宁省和黑龙江省。由于这种生育水平仅为世代更替水平的三分之一，如果长此以往，每一代人口会减少三分之二。未來，地處邊疆、物產豐富的吉林省很可能會面臨人口過少、缺乏勞動力的危機。相對於吉林省漢族由於官方政策限制而產生的生育率下降，吉林的部分少數民族則因為生活水平提高、出外務工等諸多非政策因素也出現生育率下降，比如朝鮮族。为应对人口持续减少的状况，延边朝鲜族自治州制定朝鲜族人口发展条例，鼓励朝鲜族家庭生育第二胎，提倡生育第三胎。

## 经济

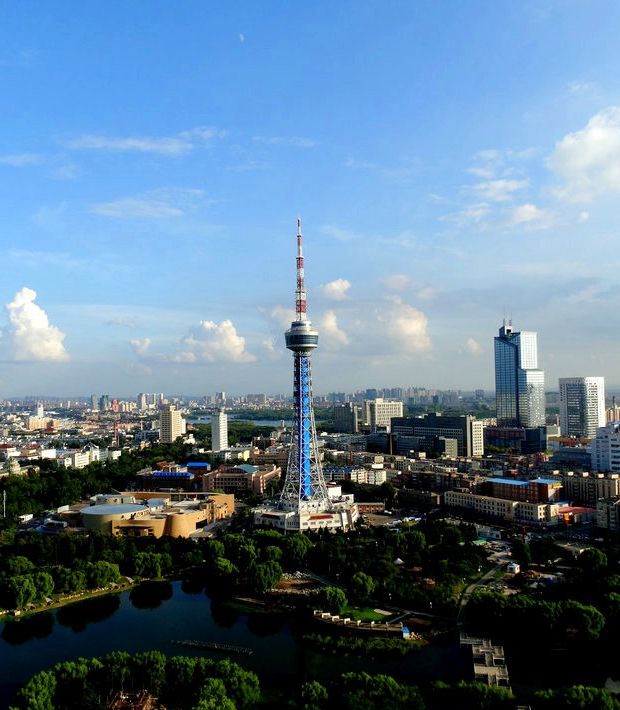
長春市

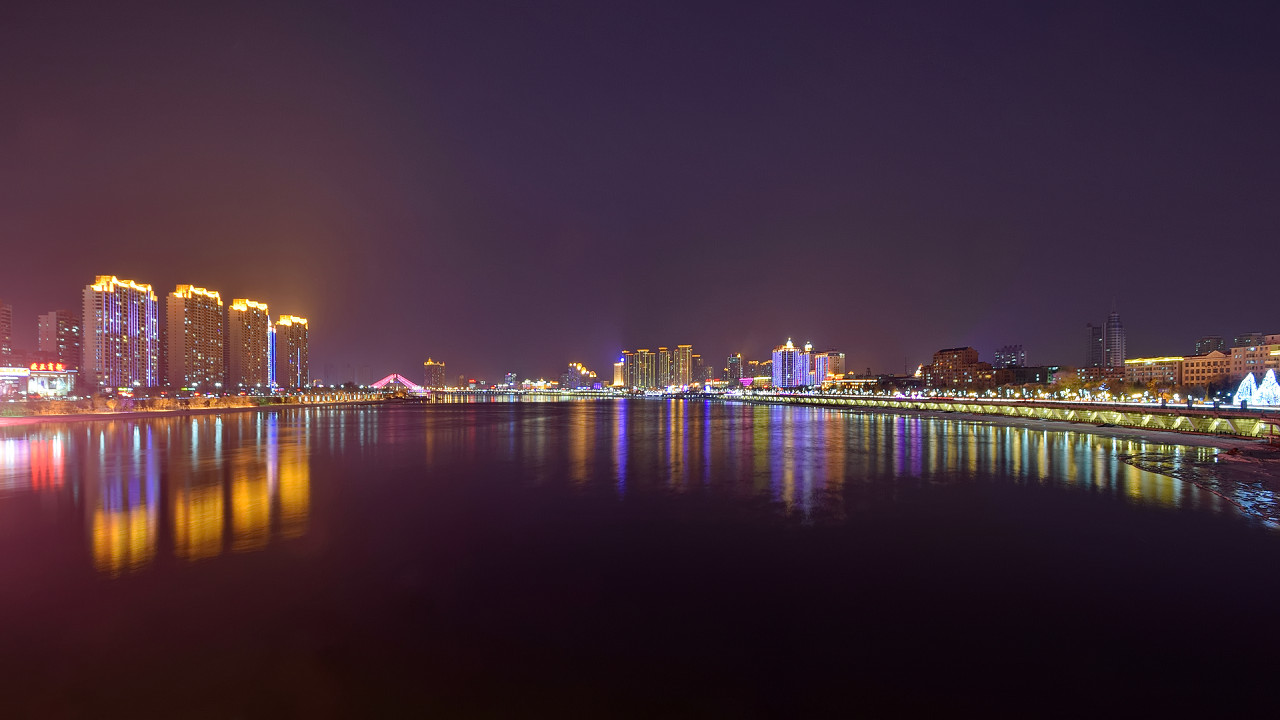
吉林市松花江夜景

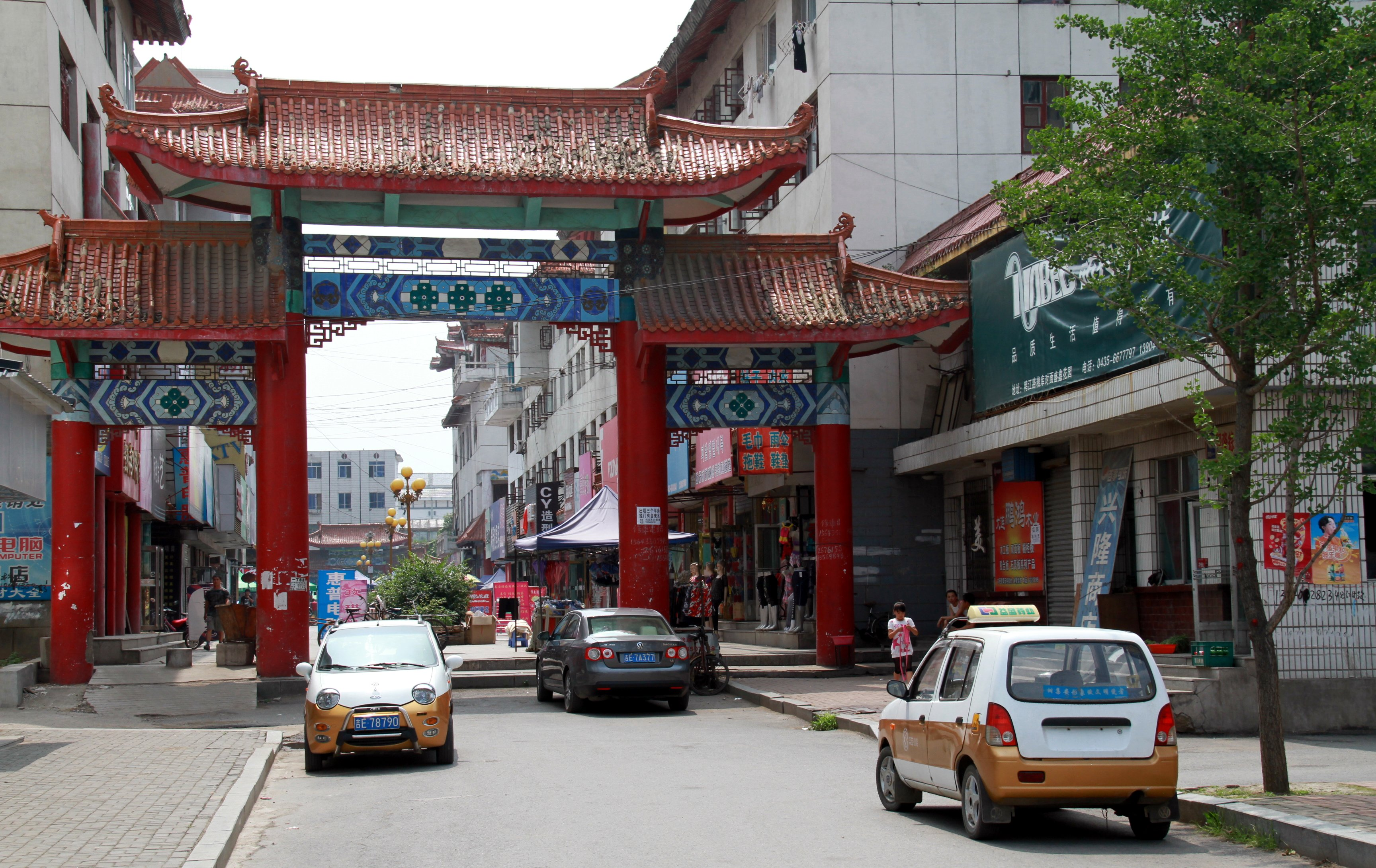
集安市商業街

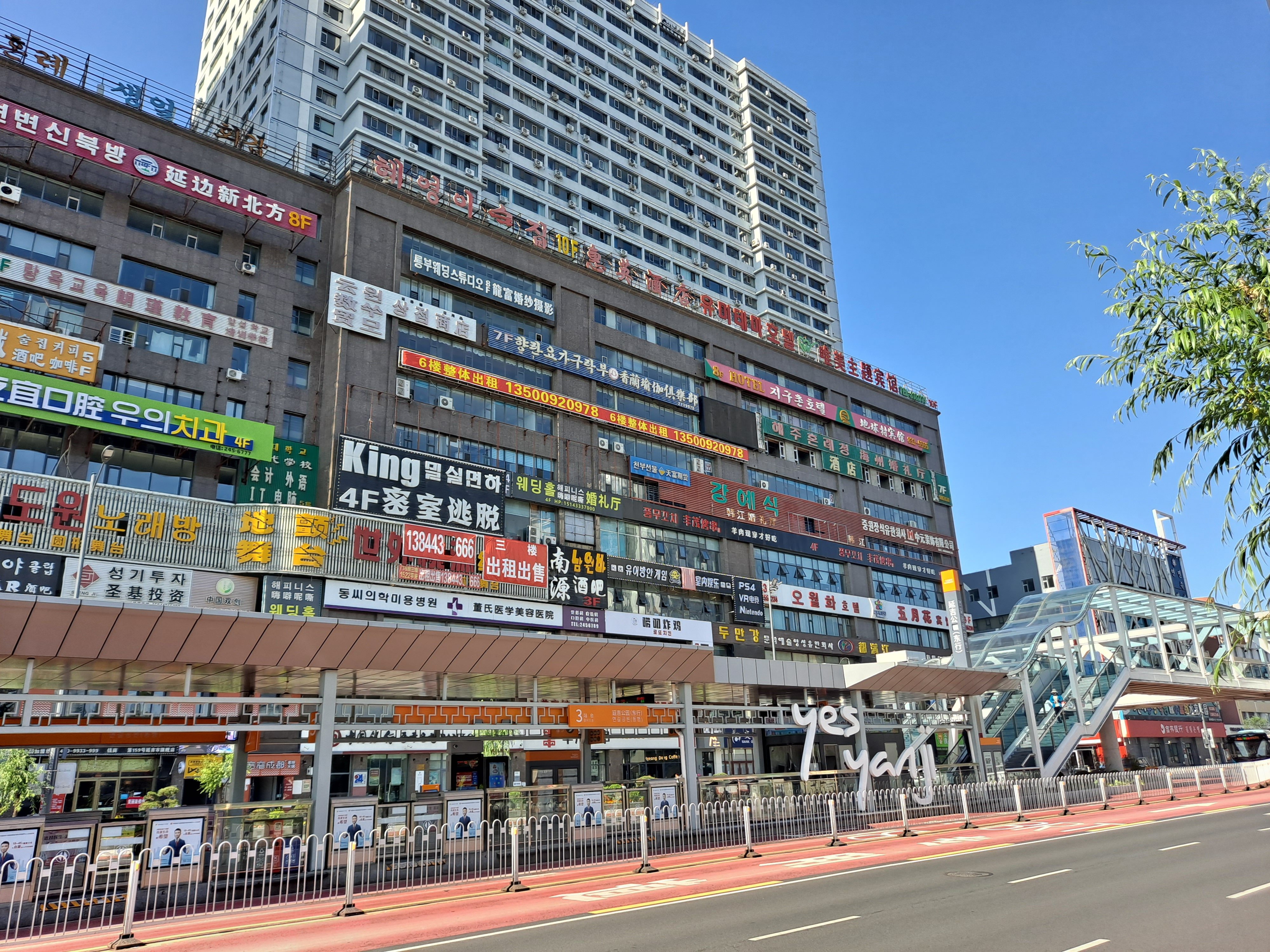
延吉市

据统计，2019年吉林省地区生产总值为11726.82亿元人民币，以可比价格计算较上年增长3.0%。其中，第一产业增加值1287.32亿元，第二产业增加值4134.82亿元，第三产业增加值6304.68亿元。三次产业增加值占地区生产总值的比重依次为11.0%，35.2%，53.8%。三次产业的年增速分别为2.5%，2.6%，3.3%。
1979-2007年29年，按绝对数比较，2007年吉林GDP总量为1978年的63.75倍；按不变价格推算（以同期全国平均物价水準为基准），GDP年平均增长率9.4％，低于同期全国9.8％的平均水平，年均增长率次于安徽、宁夏等16个省份居17位。从1978-2008年共计31年，吉林GDP年增长率，有16年高于同期全国平均水準，15年低于全国同期水準；31年间有13年年增长率高于10％。1978-2008年，吉林GDP总量在全国的位次一直在第18位至第22位间轮替，1978年位居中国省级行政区历年地区生产总值第18位，1993年居19位，2004年居20位，2006年居22位，2007年开始居第21位。GDP总量的发展，1981年突破100亿元，1992年突破500亿元，1995年突破1000亿元，2007年突破5000亿元。人均GDP的发展，1987年首次突破1千元（全国1987年突破1千元），1996年突破5千元（全国1995年突破5千元），2004年突破1万元（全国2003年突破1万元），2008年突破2万元（全国2008年突破2万元）。
汽车、石油化工、农产品加工是吉林省的三大支柱产业。

## 民族
吉林省是地处边疆的多民族省份，除人口占大多數的汉族外，全省有48个少数民族，少数民族人口245.36万人，占全省总人口的9.15％。全省有4个民族自治地方：延边朝鲜族自治州1952年9月3日成立、前郭尔罗斯蒙古族自治县1956年9月1日成立、长白朝鲜族自治县1958年9月15日成立、伊通满族自治县1988年8月30日成立。全省4个自治地方少数民族人口111.85万人，占全省少数民族人口的45.59％，土地面积占全省总面积的28.74％。
全省有33个民族乡（镇）和1个享受民族乡待遇的朝鲜族乡。33个民族乡中有6个朝鲜族乡、2个回族乡、4个满族朝鲜族乡、10个蒙古族乡、1个朝鲜族满族乡。全省民族乡（镇）总人口47.9万人，其中少数民族人口19.8万人，占民族乡（镇）总人口的41.3%。土地面积5465.9平方公里，约占全省总土地面积的2.9%。
吉林省少数民族成份多，比例大，少数民族人口总数（246万）和占总人口比例（7.96％）在全国分别列第11位和第12位。少数民族居住幅员广，主要在山区、半山区、草原牧区和边境地区，自然资源十分丰富。
在人口较多的少数民族中，朝鲜族（115万，全国最多）主要分布在东部的延边、吉林市、通化、白山等市；满族（99万）、回族（13万）以长春、吉林、通化、四平居多；蒙古族（17万）和锡伯族（3168人）主要分布在西部的白城和松原。
2020年全省常住人口中，汉族人口为21,985,839人，占91.33%；各少数民族人口为2,087,614人，占8.67%。与2010年第六次全国人口普查相比，汉族人口减少3,281,271人，下降12.99%，占总人口比例下降0.71个百分点；各少数民族人口减少98,091人，下降4.49%，占总人口比例增加0.71个百分点。其中，朝鲜族人口减少100,002人，下降9.61%，占总人口比例增加0.12个百分点；满族人口减少34,947人，下降4.03%，占总人口比例增加0.3个百分点；蒙古族人口增加24,410人，增长16.83%，占总人口比例增加0.18个百分点。
| 民族名称                | 汉族       | 朝鲜族  | 满族    | 蒙古族  | 回族    | 苗族  | 锡伯族 | 土家族 | 维吾尔族 | 壮族  | 其他民族 |
| ----------------------- | ---------- | ------- | ------- | ------- | ------- | ----- | ------ | ------ | -------- | ----- | -------- |
| 人口数                  | 21,985,839 | 940,165 | 831,418 | 169,449 | 104,595 | 5,788 | 4,238  | 4,232  | 3,733    | 3,518 | 20,478   |
| 占总人口比例（%）       | 91.33      | 3.91    | 3.45    | 0.70    | 0.43    | 0.02  | 0.02   | 0.02   | 0.02     | 0.01  | 0.09     |
| 占少数民族人口比例（%） | －         | 45.04   | 39.83   | 8.12    | 5.01    | 0.28  | 0.20   | 0.20   | 0.18     | 0.17  | 0.98     |

## 交通

### 航空

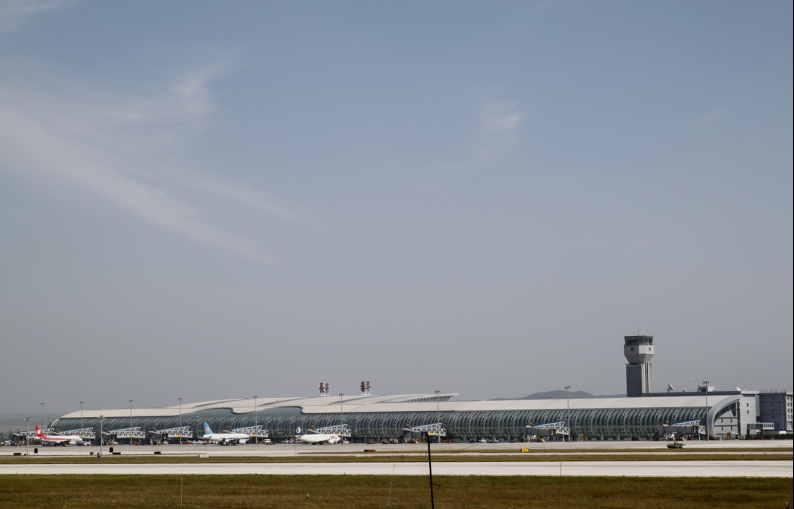
长春龙嘉国际机场

在民用航空方面，吉林省形成了长春龙嘉国际机场为干线枢纽机场，延吉朝阳川国际机场、通化三源浦机场等为支线补充机场的格局。长春龙嘉国际机场作为东北地区四大航空枢纽之一，国内通航城市有北京、上海、成都、昆明、廈門、西安、桂林、香港等；國際通航城市有韓國首爾，日本東京，俄羅斯海參崴、新西伯利亞，泰國曼谷，馬來西亞吉隆坡等。2024年7月，长春龙嘉国际机场全月客流量达163.94万人次，位列东北地区机场客流量第四位；延吉朝阳川国际机场则以19.13万人次的客流量位居第五。
截至2025年，供民用航空使用的机场有：
- 长春龙嘉国际机场，4E级（扩建中）
- 延吉朝阳川国际机场，4C级（军民合用，扩建中）
- 白山长白山机场，4C级
- 通化三源浦机场，4C级（军民合用）
- 白城长安机场（4C级
- 松原查干湖机场，4C级

### 铁路

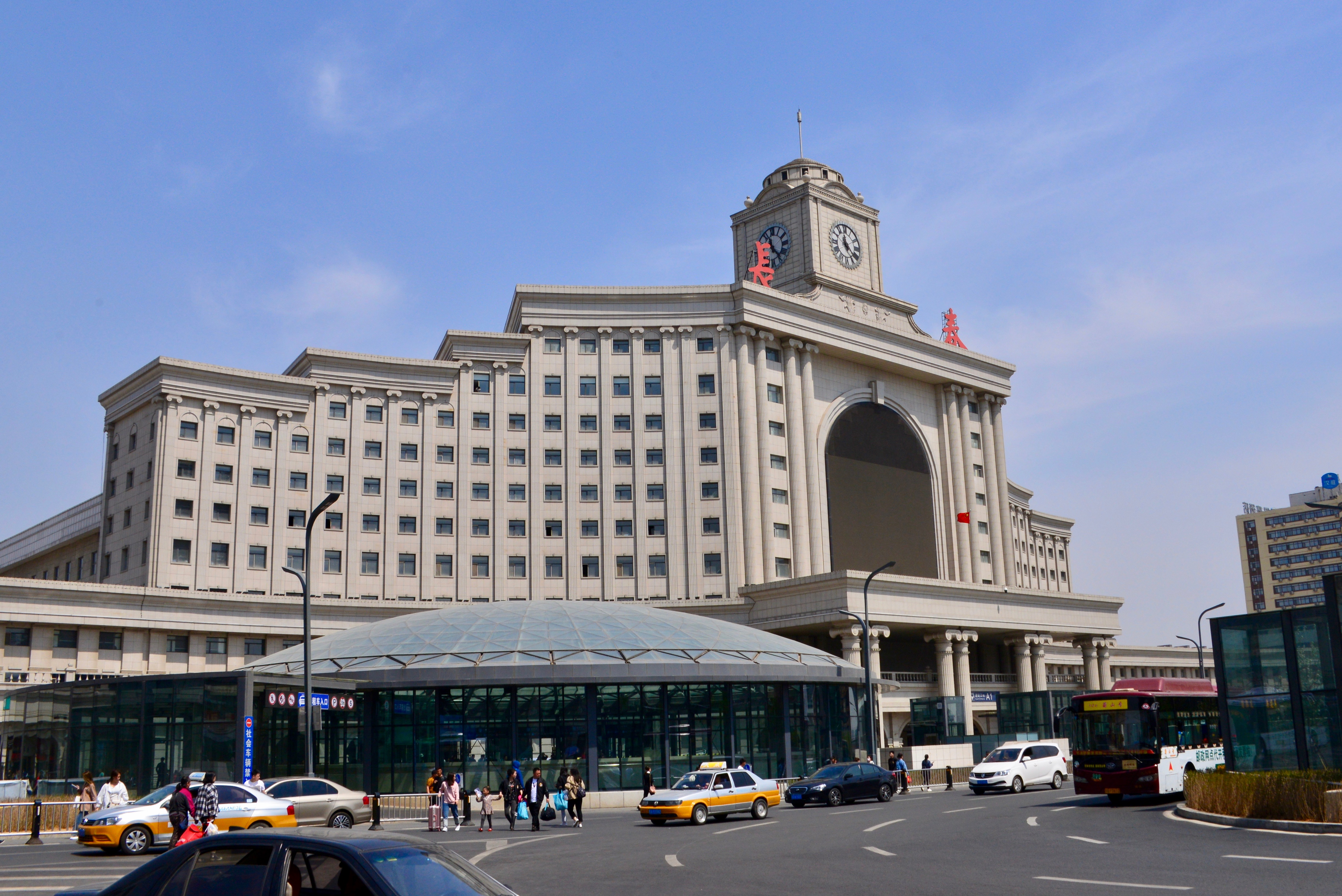
长春站南站房

普速铁路方面，吉林省以长春为铁路中心枢纽城市，亦有吉林、四平、白城、梅河口等重要铁路枢纽城市。截至2022年，吉林省以纵贯该省西南至东北走向的京哈铁路和横贯该省西北至东南走向的长白铁路、长图铁路为干线，平齐铁路、沈吉铁路、四梅铁路、梅集铁路等为支线，形成了3891公里的普速铁路网。除长白朝鲜族自治县外，普速铁路已覆盖该省所有县级市和县。
高速铁路方面，截至2022年，吉林省全省高速铁路运营里程达1137公里。经过吉林省境内的哈大客运专线、长珲城际铁路、敦白客运专线和长白乌快速铁路相继全线贯通或提速改造完成，正在建设或规划中的沈白客运专线和长辽通高铁亦将经过吉林省境内。

### 公路
2008年末全省等级公路总里程88340公里（含农村公路），其中，高速公路2250公里。

### 海运
2010年，海关总署内贸允许吉林省國内貿易货物从珲春圈河口岸出境，经朝鲜元汀里-罗津港换装作业，再運至上海、宁波口岸。2014年，吉林省國内贸易货物跨境运输进境口岸增加黄埔、泉州、汕头和洋浦口岸。2023年，俄罗斯同意讓吉林利用符拉迪沃斯托克港为吉林省内贸货物跨境运输中转口岸，進境口岸增加浙江省舟山甬舟集装箱码头和嘉兴乍浦港。

## 文化

### 历史文化
吉林省共有1处世界文化遗产、3处国家历史文化名城、18处全国重点文物保护单位、1个人类非物质文化遗产、168处吉林省文物保护单位。

#### 世界文化遗产
- 高句丽王城、王陵及贵族墓葬（2004年7月登录）

#### 国家历史文化名城
- 长春市（2017年10月15日列入[21] ）
- 吉林市（1994年1月4日列入）
- 集安市（1994年1月4日列入）

#### 人类非物质文化遗产代表作
- 中国朝鲜族农乐舞（2009年列入）

### 戏曲、曲艺
京剧
代表吉林省京剧艺术最高水平的是吉林省京剧院，所属戏院有大众剧场和长春大戏楼。从吉林富商牛子厚创办京剧喜连成科班，培养了一代京剧大师梅兰芳、周信芳开始，吉林市就与京剧结下了不解之缘。在解放前的几十年中，单是演出京剧的茶园就有多处，京剧大师梅兰芳、京剧山派代表唐韵笙都曾经在吉林市长期演出。牛子厚对京剧事业所做出的贡献在中国戏剧史上留下了珍贵的一页。为纪念牛子厚“富而好行其德”，而编排的现代京剧《牛子厚传奇》正在长春公演。
吉剧
知名团体有吉林省吉剧团。
吉林省地方戏曲剧种之一，以“不离基地，采撷众华，融合提炼，自成一家”为指导方针，建国后在二人转的基础上发展而成的新剧种。著名吉剧演员有邬莉、隋晶莹、王青霞、王桂芬、李占春、安静芳等。优秀剧目有《桃李梅》、《燕青卖线》、《包公赔情》、《一夜皇妃》、《三请樊梨花》、《包公赶驴》、《三放参姑娘》、《火焰山》、《关东雪》等。
二人转
知名团体有吉林市戏曲剧团，和平大戏院、东北风二人转剧场、刘老根大舞台。二人转是在东北大秧歌的基础上，吸取了河北的莲花落，并增加了舞蹈、身段、走场等演变而成。二人转在历史曾形成东、西、南、北四个流派。东路以吉林市为重点，舞彩棒，有武打成分。演出形式，大体可分“单（单出头）“双（双玩艺，即二人转）”、“群（群活儿）”、“戏（拉场戏）”四类。吉林著名二人转演员有韩子平、董伟、严淑萍、董连海、高秀敏、闫学晶、佟长江、杨金华、魏三、孙小宝、阎森、周玲玲、周云鹏、郭旺等。
黄龙戏
知名团体有吉林省农安县黄龙戏剧团，是吉林省戏曲界唯一的国家级非物质文化遗产保护单位。吉林省地方剧种，是农安县创作的地方戏曲新剧种，因农安曾是辽代有名的黄龙府而得名。它是以东北皮影戏音乐为基调。并吸收民间音乐而形成的具有浓郁的地方特色和广泛群众基础的新剧种。代表剧目有《风雨菱花》、《魂系黄龙府》、《圣明楼》、《鹰格夫人》四大剧。
新城戏
知名团体有吉林省松原市满族艺术剧院。新城戏是20世纪50年代末期60年代初叶，以流传于吉林省扶余一带的满族曲艺八角鼓为基础而逐渐发展而成的。因为扶余镇曾是清朝新城府治所，故而定名为新城戏。优秀剧目有《红罗女》、《绣花女孩子》、《萨瓦玛》、《铁血女真》、《洪皓》等。2009年7月，新编大型历史故事剧《洪皓》获得中国少数民族戏剧学会的最高奖项“金孔雀”综合大奖。
东北大鼓
东北大鼓是流行于中国东北的曲艺鼓书暨鼓曲形式，融入了京剧、京韵大鼓和东北民歌唱腔，曲调丰富，唱腔流畅，表现力较强，以说唱中、长篇书为主。吉林境内东北大鼓基本属“东城派”，在榆树地区影响力较大，也较为活跃。2006年东北大鼓被列为国家级非物质文化遗产。东北大鼓传统节目非常丰富短篇有《老鼠告猫》，中篇有《二度梅》，长篇有《左传春秋》等。著名艺人有顾馨山、“四小鼓王”之一夏晓华、王连科、高贵、蒋维芳等。
评剧
知名团体有长春评剧院、长春市双阳区评剧团、吉林市戏曲剧团。代表人物有花派艺术家郑桂芳、新派艺术家王曼玲等。
话剧
知名团体有长春话剧院、吉林市话剧团、延边话剧团、吉林艺术学院小剧场。著名话剧演员有吕启凤、郑坤范、李幼斌、于丹、刘强等。
小品
著名演员有高秀敏、闫学晶、刘小光等。

### 电影

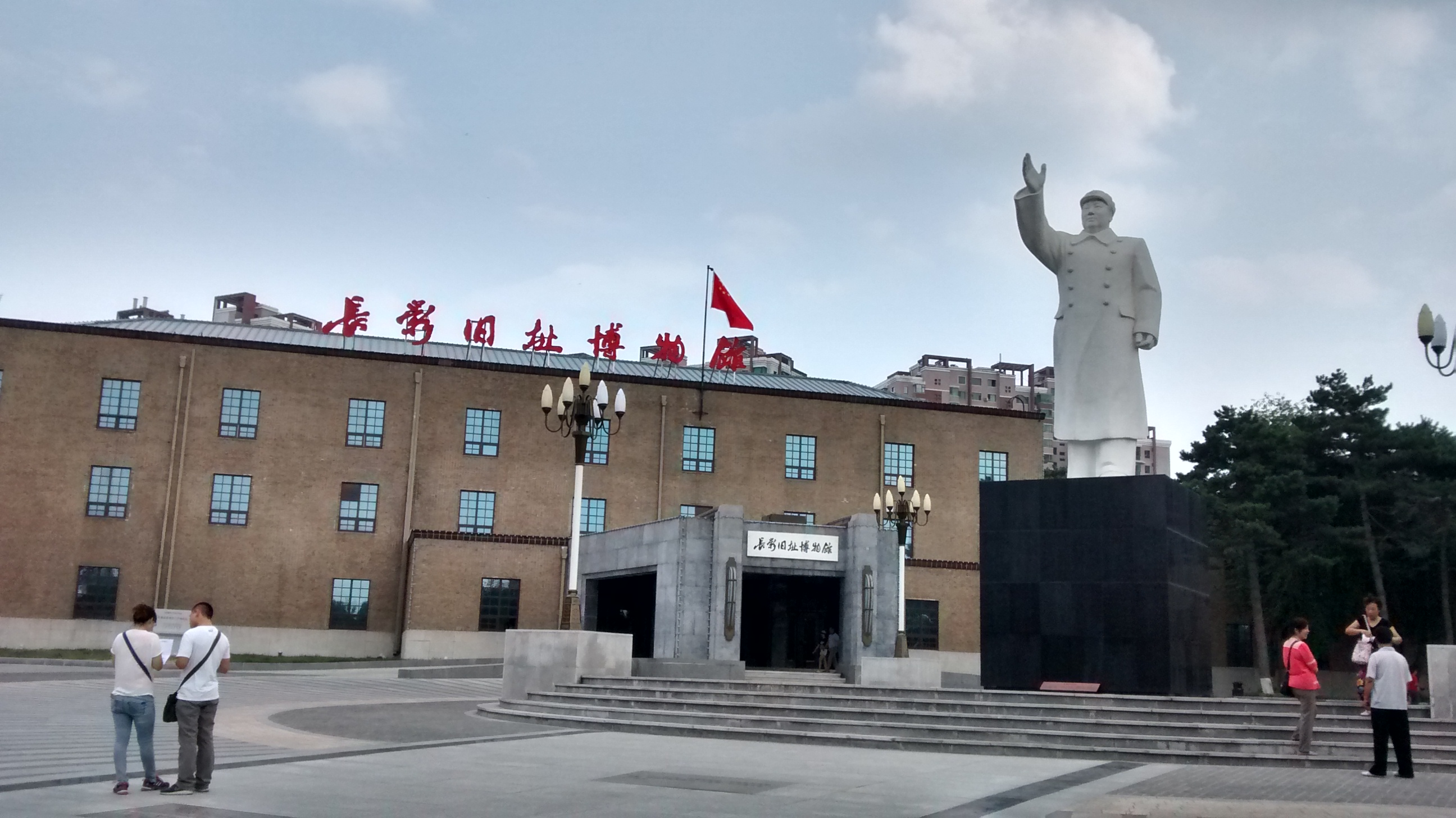
长影旧址博物馆

长春电影制片厂是中华人民共和国的第一个电影制片厂，是其最大的综合性电影制片厂之一，在中华人民共和国与北影、上影和八一合称“四大”电影制片厂，被誉为“中华人民共和国电影的摇篮”。
前身是1937年满洲国时期日本人建立的“满洲映画协会”。1945年，日本战败投降后，中国共产党急于建立自己的电影生产基地，派其党员刘建民、赵东黎秘密潜入“满映”，组织同情共产党的职工，于10月1日成立了共产党占据的东北电影公司。1946年内战爆发，受共产党指示，东北电影公司于5月13日迁往合江省兴山市，即现在的黑龙江省鹤岗市。1946年10月1日，东北电影公司更名为东北电影制片厂，并在较为困难的条件下开始制作电影，拍摄了中共的七个“第一部”为其宣传，同时调出大批中共干部支援新厂建设，因此被形象地誉为“中共电影的摇篮”。随着内战中共产党逐渐获胜，1948年10月19日长春被共军占领后，东影一面继续制作，一面分批迁回长春。1955年，正式更名为长春电影制片厂。
60多年来，长影共拍摄故事影片600多部，戏曲片50多部，译制了几十个国家的影片800多部，还制作了大量的科教片、美术片、电视片，为中华人民共和国的电影事业作出了贡献。长影厂不仅是个电影生产地，而且是个电影人员的培训地，造就了一大批电影艺术家、事业家、和技术专家。1960-1962年之间曾成立长春电影学院，文革时期学校停办，后未再恢复。
目前长春还设有创办于1992年，两年一届的长春电影节。与金鸡百花电影节、上海国际电影节、珠海电影节并称“中华人民共和国四大电影节”。

### 音乐
知名团体有吉林省民族乐团、长影乐团、吉林省交响乐团

### 舞蹈
知名团体有吉林省歌舞剧院、延边歌舞团、松原市满族艺术剧院、前郭县民族歌舞团

### 戏剧
长春人民艺术剧场

### 工艺美术
松花湖浪木根雕、松花砚、吉林白山木画、德惠草编、吉林彩绘雕刻葫芦、吉林剪纸、长春木雕、松花湖奇石

### 饮食
吉菜

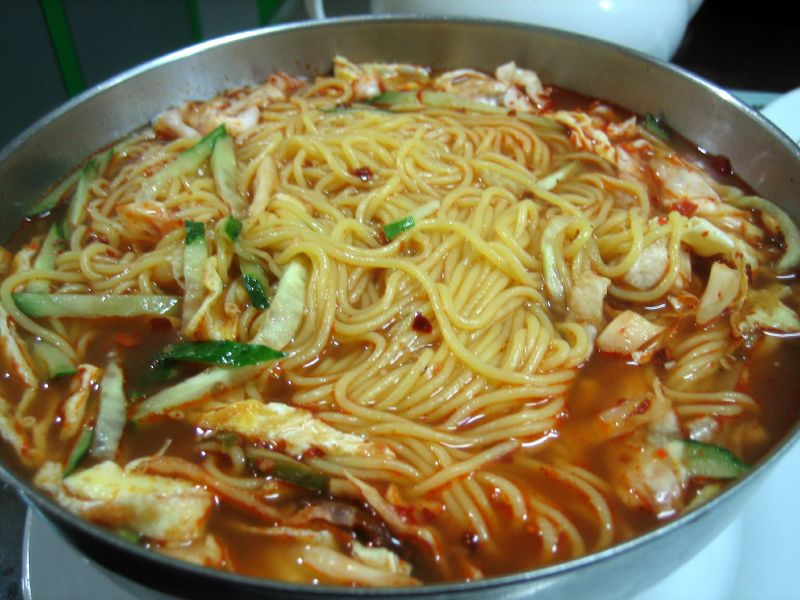
延边溫麵

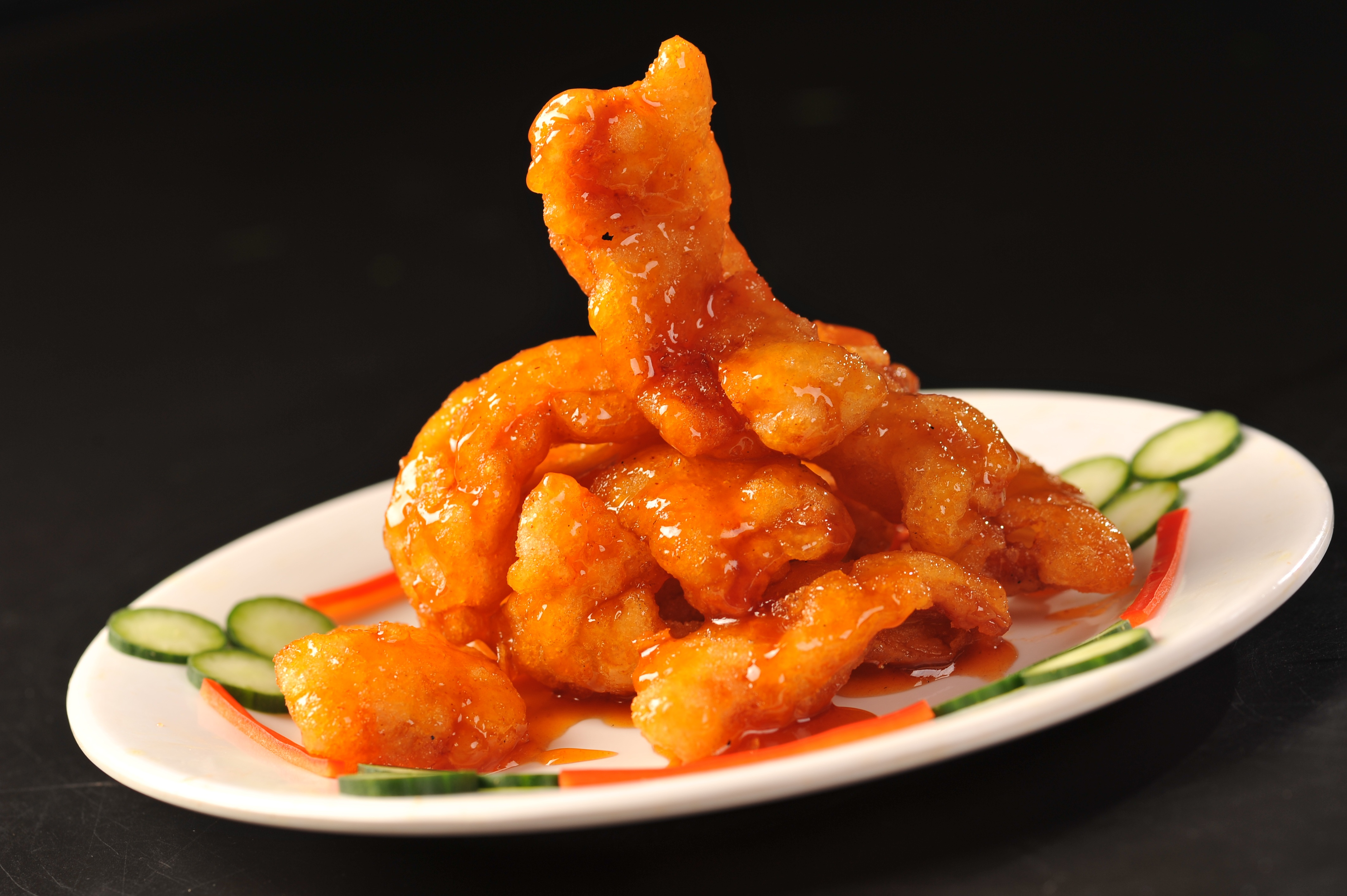
锅包肉

是指利用吉林特产或主产原料，运用吉林特有的烹饪工艺，在中华名菜系基础上，综合吉林少数民族饮食文化和农家特色，经过开发创新而形成的一个新的精品菜系。吉菜主要有民族菜、民俗菜、宫廷菜、山珍菜四大系列。在2001年第二届中国美食节上，吉菜以其鲜明的特色，被确定为中国“新八大菜系”之一。吉林处于中国东北中部，是世界三大黑土地之一，土地肥沃，具有丰富的动植物资源，尤其是“天然、绿色”资源得天独厚，是吉菜发展的有利条件。吉菜历史悠久，早在三千年前满族的祖先—肃慎就定居在白山黑水之间，过着渔猎生活。吉林自古还有汉、朝、蒙等民族在这里繁衍生息，各民族文化和饮食习惯不同，如满族人喜食炖菜和面点、朝鲜族喜歡冷面、蒙古族爱吃烤肉，这些特有的饮食习惯，形成了独特的多元化饮食文化。
较为著名的吉林小吃有：
- 延吉冷麵
- 翡翠人參茅台雞
- 雪衣豆沙
- 白肉血肠
- 长春蹄花丝
- 煎粉
- 吊爐餅
- 酸菜白肉鍋
- 鍋包肉
- 鼎丰真糕点
- 溜肉段
- 溜三样
- 拔丝白果
- 家鸡榛蘑粉
- 锅塌豆腐
- 砂锅鹿宝
- 滑炒长白山松茸山药
- 打糕
- 燻肉大餅
- 新兴园蒸饺
- 三套碗

## 宗教

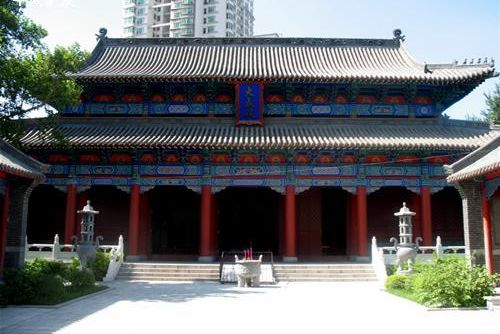
长春文庙

### 道教
道教传入吉林省是在公元六世纪下半叶，到元明两朝时中断。清康熙三年（1664年）又传入吉林省，到1948年全省有宫观125座，道士900余人。1958年前有44座，有道士89人。1959年有52座，有道士125人。“文革”前夕有35座，有道士29人。目前全省有宫观14处，道士79人，信教群众8600余人。1995年、1997年吉林省道教分别成立了通化市道教协会、辽源市道教协会。主要宗教场所有：通化市玉皇阁和辽源市福寿宫。

### 佛教
全省信仰佛教群众约45万余人，大多数属于净土宗。还有少数天台宗、禅宗、曹洞宗及其它宗派，但宗派特点已不明显。省佛教协会由吉林省著名的僧人澍培等人发起，成立于1981年，1984年召开第二次代表会议，1996年召开第三次代表会议，现任会长是长春市般若寺方丈成刚。全省有佛教协会9个，（其中省级1个、市级5个、县级3个）。全省共有寺院105座，其中比丘（男僧）46座，比丘尼（女僧）59座。全省有僧人1253人，其中男僧311人，女僧942人。年龄结构情况：17岁至18岁有18人，19岁至21岁100人，22岁至60岁有975人，61岁以上有160人。文化程度情况：文盲26人，小学301人，初中570人，高中（中专）244人，佛学院（大专）112人。主要宗教场所有：长春般若寺、吉林市北山庙群、辽源市弥陀寺、敦化正觉寺、松原扶余县蔡家沟慈云寺、四平市净业莲寺、通化梅河口市龙泉寺、白城洮北区华严寺、白山市青山寺等。

### 亚伯拉罕诸教

#### 伊斯兰教
吉林省现有信仰伊斯兰教的群众13.8万多人，清真寺近90所。1981年成立了省伊斯兰教协会，1984年9月10日召开第二次代表会议，1988年10月4日召开第三次代表会议，2000年11月22日召开第四次代表会议，会址在长春市长通路清真寺内，现任第四届会长为杨清庭阿訇。主要宗教场所有：长春市长通路清真寺、长春市宋家清真寺、长春皓月礼拜殿、吉林市北清真寺、吉林市西清真寺、吉林市东清真寺、吉林市拱北清真寺等。

#### 天主教

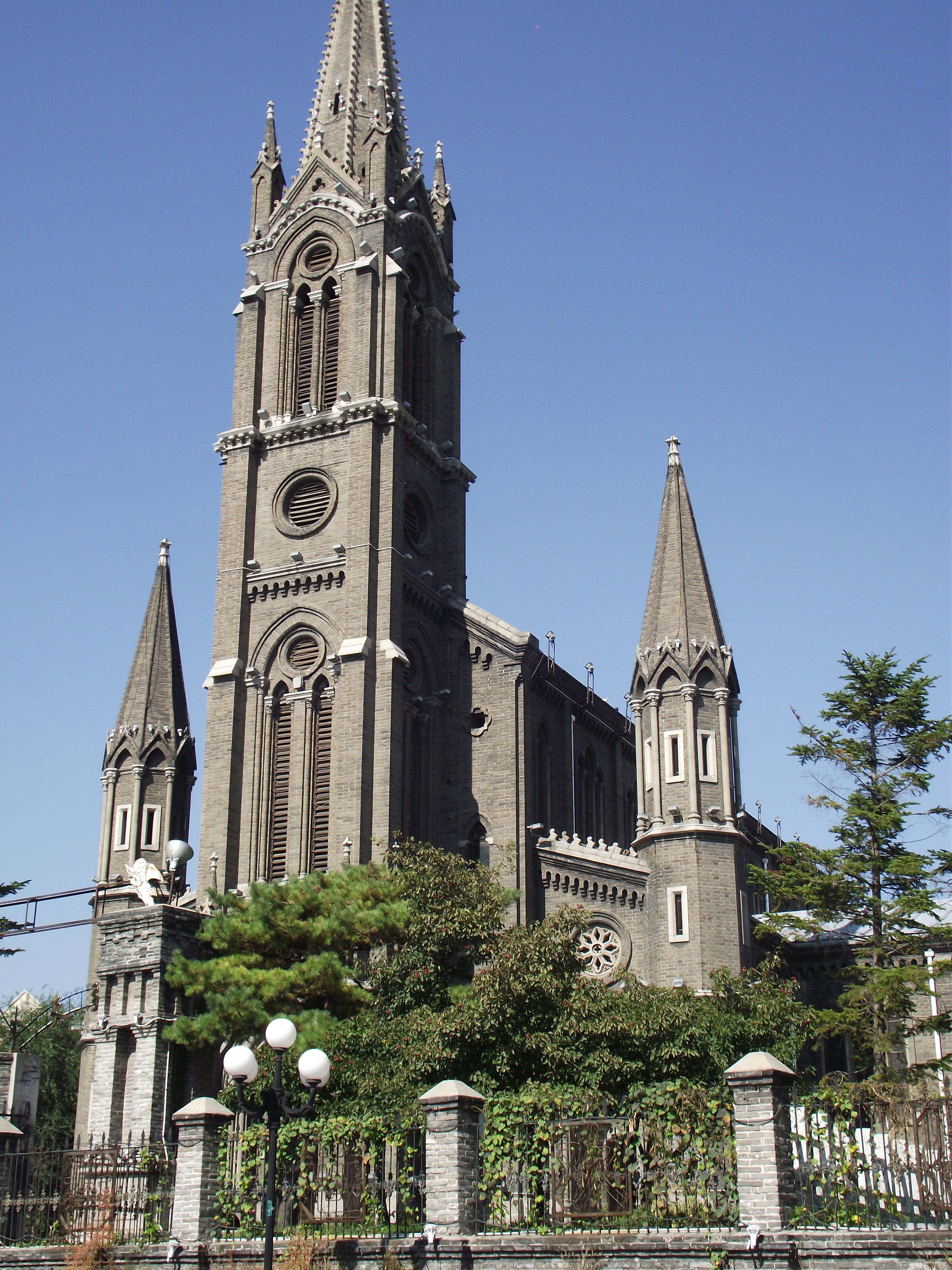
吉林耶稣圣心堂

吉林省现有天主教信教群众近8万人，正式登记的天主教堂（公所）73处。全省现有天主教教职人员126人，其中，主教1人（张翰民，省政协常委），神甫54人，修士4人，修女67人。有各级宗教团体24个。其中，省级2个，即：吉林省主教爱国会和吉林省天主教教务委员会。市级11个，县级12个。有天主教神哲学院和天主教修女院各一所，在校男女修生共30人，其中，男修生26人，女修生4人。由于历史的原因，吉林省天主教信教群众大部分分布在农村，历史上形成了十大聚居村，分别是：农安县新刘家乡刘家村、农安县合隆乡八家村、公主岭市育林乡西山村、公主岭市莲花山乡赵家围子村、公主岭市莲花山乡赵家围子村、公主岭市育林乡良正甲村、公主岭市和气乡民助村、梅河口市中和镇二八石村、扶余县四马架乡苏家村、长岭县利发盛乡建设村、龙井市八道乡八道村。主要宗教场所有：长春市德勒撒天主教堂，吉林市耶稣圣心天主教堂等。

#### 新教
吉林省现有新教信教群众近36万人，约占全省信教总人数的37%。正式登记的新教活动场所1300余处，新教教职人员200多人，其中牧师37人，长老45人。义工传道员达到1300多人，经民政部门批准登记的各级新教团体为46个，其中省级宗教团体2个，市级团体13个，县级团体31个。主要宗教场所有：长春西五马路基督教堂、长春东三马路基督教堂、长春二道基督教堂、吉林市基督教堂、四平市基督教堂、通化市基督教堂等。

## 旅游

長春市滿洲國國務院旧址

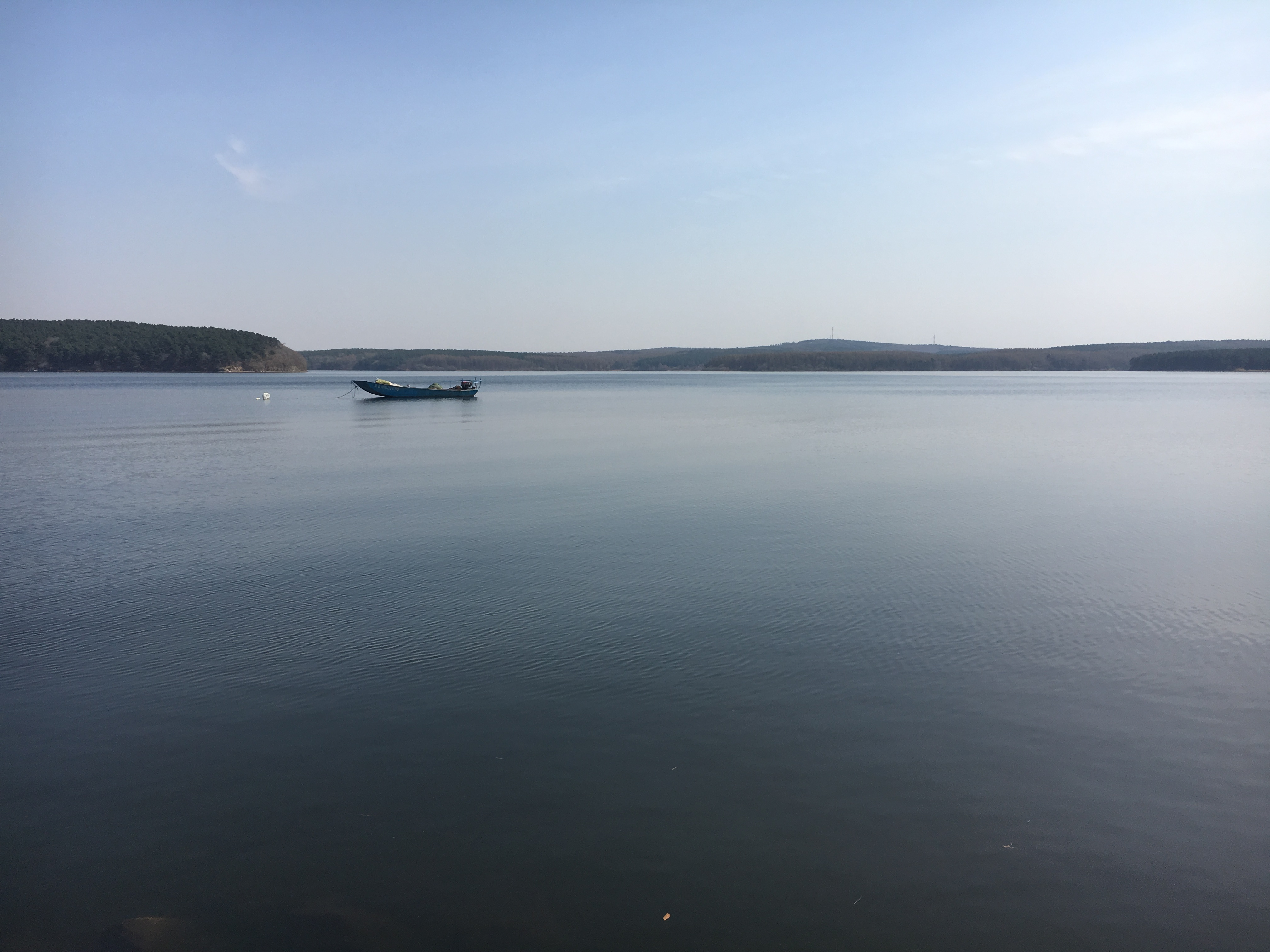
長春市净月潭

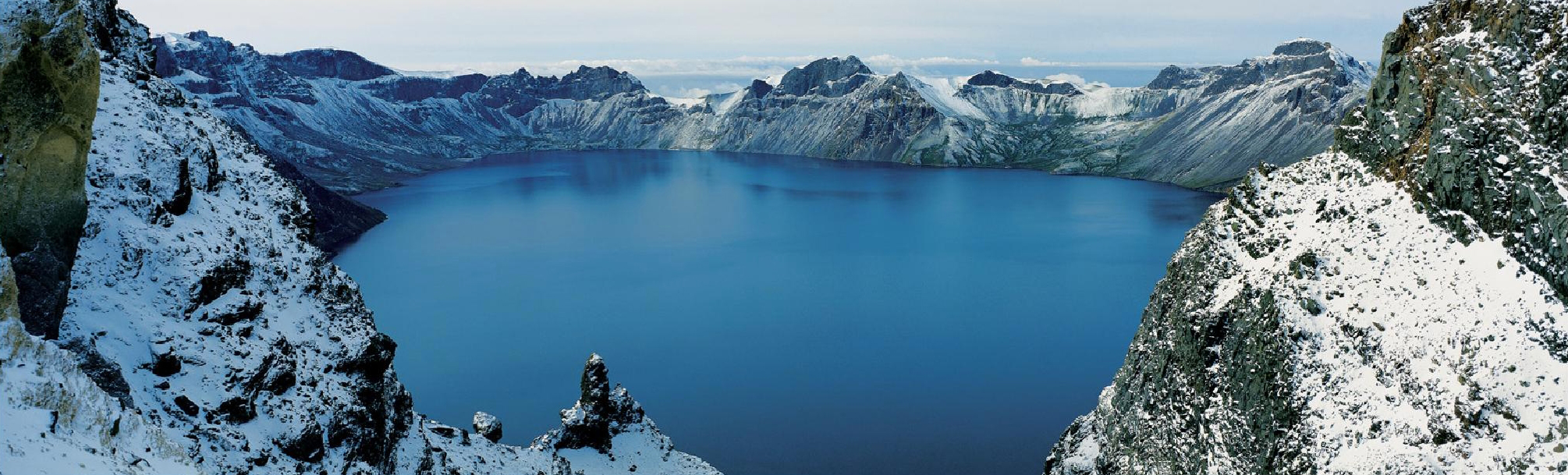
长白山国家级自然保护区

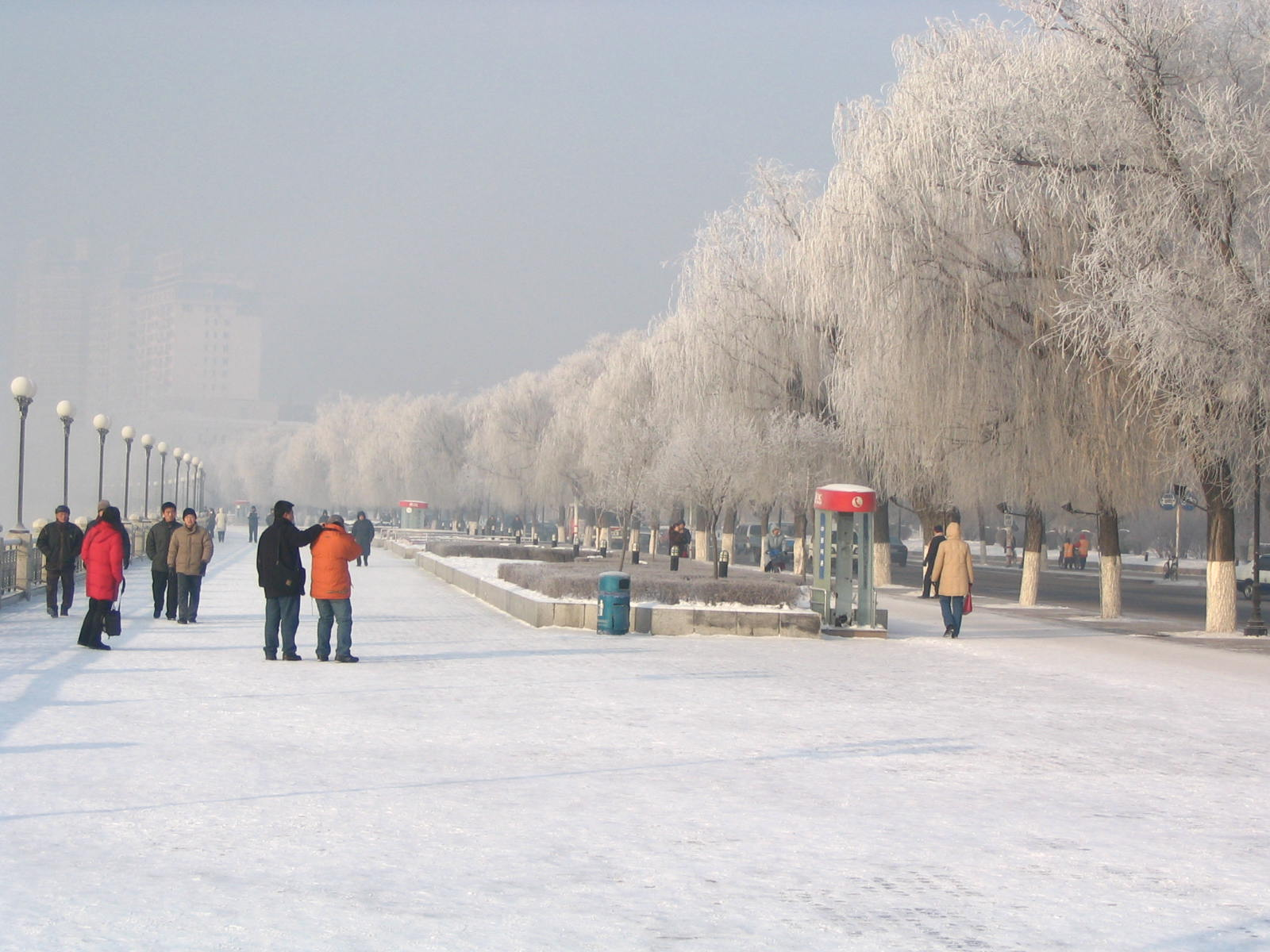
吉林市雾凇

4处国家重点风景名胜区、3处国家5A级风景名胜区、14处国家4A级风景名胜区、1处联合国人与生物圈自然保护区。
国家重点风景名胜区
- 松花湖
- “八大部”
- 净月潭
- 仙景台
- 防川

国家AAAAA风景名胜区
- 伪满皇宫博物院
- 长白山国家级自然保护区
- 长春净月潭国家森林公园
- 长春世界雕塑公园

国家AAAA风景名胜区
- 松原市查干湖旅游度假区
- 延吉市帽儿山恐龙文化旅游区
- 蛟河拉法山国家森林公园
- 通化市杨靖宇烈士陵园
- 长春市莲花山滑雪场
- 吉林松花湖风景名胜区
- 长春市长影世纪城
- 集安市高句丽文物古迹旅游景区
- 镇赉县莫莫格国家自然保护区
- 辉南县龙湾群国家森林公园
- 通榆县向海国家级自然保护区

联合国人与生物圈自然保护区
- 长白山

## 教育

### 普通高校
| 学校名称             | 所在地 | 办学层次                   |
| -------------------- | ------ | -------------------------- |
| 吉林大学             | 长春市 | “211”工程、“985”工程、本科 |
| 东北师范大学         | 长春市 | “211”工程、本科            |
| 延边大学             | 延边州 | “211”工程、本科            |
| 长春理工大学         | 长春市 | 本科                       |
| 吉林农业大学         | 长春市 | 本科                       |
| 长春师范大学         | 长春市 | 本科                       |
| 长春工业大学         | 长春市 | 本科                       |
| 吉林财经大学         | 长春市 | 本科                       |
| 吉林建筑大学         | 长春市 | 本科                       |
| 长春中医药大学       | 长春市 | 本科                       |
| 长春大学             | 长春市 | 本科                       |
| 长春工程学院         | 长春市 | 本科                       |
| 吉林体育学院         | 长春市 | 本科                       |
| 吉林警察学院         | 长春市 | 本科                       |
| 吉林工商学院         | 长春市 | 本科                       |
| 吉林工程技术师范学院 | 长春市 | 本科                       |
| 吉林艺术学院         | 长春市 | 本科                       |
| 东北电力大学         | 吉林市 | 本科                       |
| 北华大学             | 吉林市 | 本科                       |
| 吉林化工学院         | 吉林市 | 本科                       |
| 吉林医药学院         | 吉林市 | 本科                       |
| 吉林农业科技学院     | 吉林市 | 本科                       |
| 吉林师范大学         | 四平市 | 本科                       |
| 白城师范学院         | 白城市 | 本科                       |
| 通化师范学院         | 通化市 | 本科                       |

| 学校名称                 | 所在地 | 办学层次 |
| ------------------------ | ------ | -------- |
| 吉林外国语大学           | 长春市 | 本科     |
| 长春建筑学院             | 长春市 | 本科     |
| 吉林动画学院             | 长春市 | 本科     |
| 长春工业大学人文信息学院 | 长春市 | 本科     |
| 长春理工大学光电信息学院 | 长春市 | 本科     |
| 东北师范大学人文学院     | 长春市 | 本科     |
| 吉林建筑科技学院         | 长春市 | 本科     |
| 长春科技学院             | 长春市 | 本科     |
| 长春财经学院             | 长春市 | 本科     |
| 长春光华学院             | 长春市 | 本科     |
| 长春大学旅游学院         | 长春市 | 本科     |
| 吉林师范大学博达学院     | 四平市 | 本科     |

| 学校名称                 | 所在地 | 办学层次 |
| ------------------------ | ------ | -------- |
| 长春汽车工业高等专科学校 | 长春市 | 专科     |
| 长春医学高等专科学校     | 长春市 | 专科     |
| 长春金融高等专科学校     | 长春市 | 专科     |
| 吉林交通职业技术学院     | 长春市 | 专科     |
| 长春东方职业学院         | 长春市 | 专科     |
| 吉林司法警官职业学院     | 长春市 | 专科     |
| 长春职业技术学院         | 长春市 | 专科     |
| 长春信息技术职业学院     | 长春市 | 专科     |
| 吉林科技职业技术学院     | 长春市 | 专科     |
| 吉林工业职业技术学院     | 吉林市 | 专科     |
| 吉林电子信息职业技术学院 | 吉林市 | 专科     |
| 吉林铁道职业技术学院     | 吉林市 | 专科     |
| 四平职业大学             | 四平市 | 专科     |
| 吉林农业工程职业技术学院 | 四平市 | 专科     |
| 白城医学高等专科学校     | 白城市 | 专科     |
| 白城职业技术学院         | 白城市 | 专科     |
| 松原职业技术学院         | 松原市 | 专科     |
| 辽源职业技术学院         | 辽源市 | 专科     |
| 长白山职业技术学院       | 白山市 | 专科     |
| 延边职业技术学院         | 延边州 | 专科     |

### 军事院校
- 中国人民解放军空军航空大学（长春市）
- 中国人民解放军陆军兵种大学士官学校（长春市）

### 科研机构
- 中国科学院长春分院
- 中国科学院长春光学精密机械与物理研究所
- 中国科学院长春应用化学研究所
- 中国科学院东北地理与农业生态研究所
- 中国科学院国家天文台长春人造卫星观测站
- 长春生物制品研究所
- 世界自然基金会长春项目办公室

## 体育

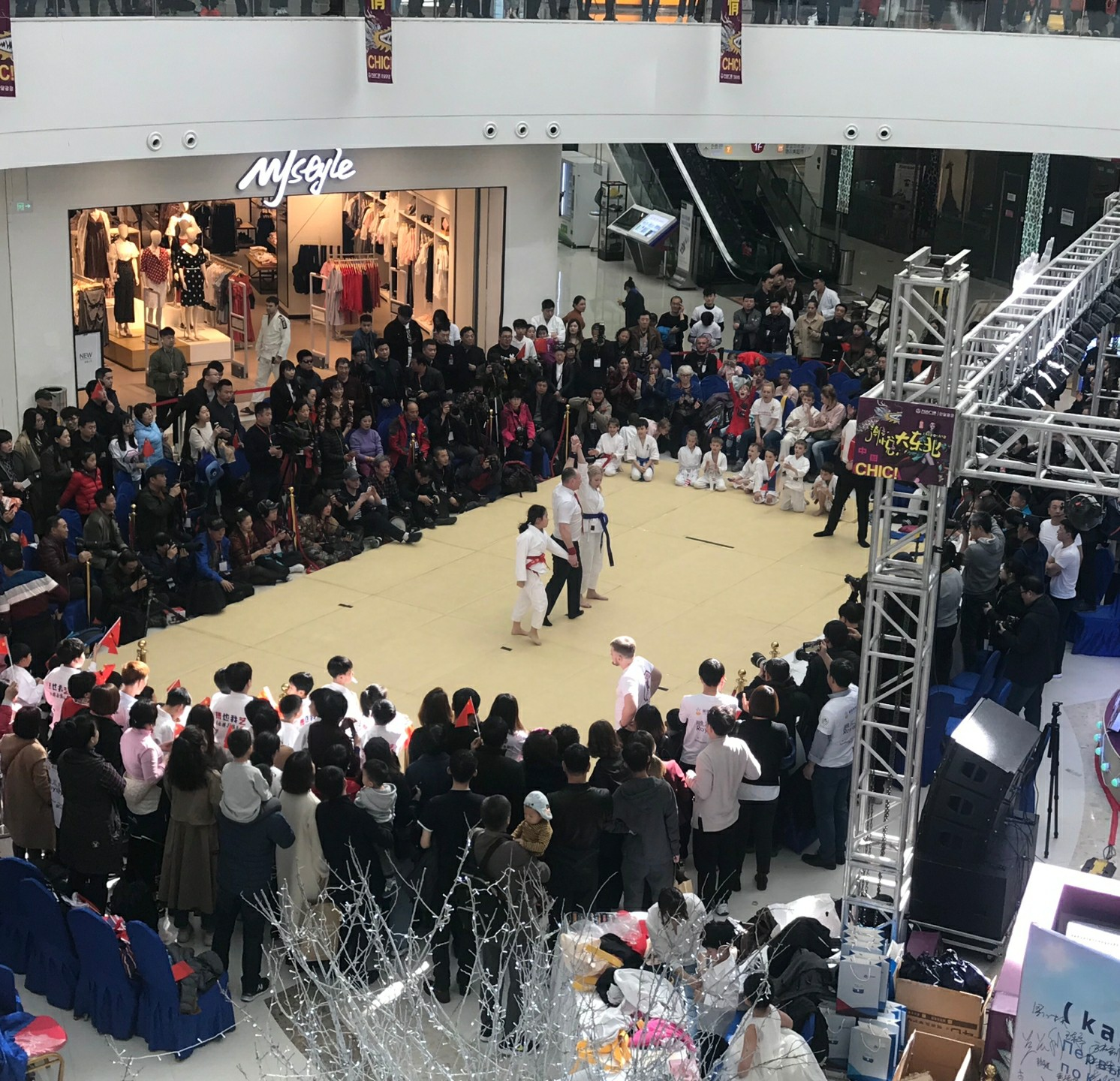
搏艺杯中俄柔术賽

吉林省竞技体育的优势项目包换短道速滑、速度滑冰、花样滑冰、自由式滑雪、跳台滑雪等冬季项目和自行车、跆拳道、射箭等夏季项目。夺得奥运会金牌的第一位吉林籍选手是乒乓球运动员王皓。夺得冬奥会金牌的第一位吉林人是短道速滑选手周洋。吉林籍或吉林省培养的知名运动员还有短道速滑选手武大靖、李坚柔、李佳军，速度滑冰选手赵伟昌、叶乔波，花样滑冰选手陈露，场地自行车选手宫金杰，射箭选手何影，篮球选手孙军等。吉林省女子曲棍球队曾三次夺得中华人民共和国全国运动会冠军。长春亚泰队曾夺得2007年中国足球超级联赛冠军，延边足球队曾取得1965年全国足球甲级联赛冠军、2015年中国足球甲级联赛冠军。
因为得天独厚的地理环境，吉林在冬季体育项目上具有较高的竞争力，先后承办了多届全国冬季运动会和2007年亚洲冬季运动会。吉林省为中国国家队培养了大量冬季运动项目的优秀运动员。
足球运动在吉林省拥有很好的群众基础，2016年3月22日，长春光华学院成立了中国第一家足球学院，面向全国招生。2016年，吉林拥有2支中超联赛球队：长春亚泰和延边富德，1支女超球队：长春大众卓越。

### 重要赛事
- 第六届亚冬会
- 第六、八、九、十二届全国冬季运动会
- 2008、2009自由式滑雪世界杯
- 2004、2008、2009中国乒乓球公开赛
- 国际雪联越野滑雪中国巡回赛
- 瓦萨国际森林徒步赛
- 瓦萨国际定向赛
- 利丁徒步赛
- 毕克国际山地车赛
- 国际友好城市半程马拉松邀请赛
- 中国大学生田径运动会

### 职业球队
足球
长春亚泰、延边富德、长春大众华信
篮球
长春东北虎、吉林澳华

## 中华人民共和国成立后主要领导人
| - 省委书记 - 刘锡五 - 李梦龄 - 吴德 - 赵林（代第一书记） - 王淮湘 - 王恩茂 - 强晓初 - 高狄 - 何竹康 - 张德江 - 王云坤 - 王珉 - 孫政才 - 王儒林 - 巴音朝鲁 - 景俊海 - 黄强 | - 省长 - 周持衡 - 栗又文 - 王淮湘 - 王恩茂 - 于克 - 张根生 - 赵修 - 高德占 - 何竹康 - 王忠禹 - 高严 - 王云坤 - 洪虎 - 王珉 - 韩长赋 - 王儒林 - 巴音朝鲁 - 蒋超良 - 刘国中 - 景俊海 - 韩俊 - 胡玉亭 |

## 重要历史事件
- 1119年前郭卡拉木地震
- 康熙东巡
- 万宝山事件
- 三下江南、四保临江
- 中国第一辆“解放”牌载重汽车
- 中国第一辆“东风”轿车
- 第一辆“红旗”高级轿车
- 中国第一台“地形一号”光学经纬仪
- 中国第一台电磁式电子显微镜
- 吉林陨石
- 吉林4名战士携枪出逃